# Cronologia delle versioni di Windows 10
Windows 10 è un sistema operativo sviluppato da Microsoft. Microsoft ha descritto Windows 10 come un "sistema operativo come servizio" che riceve aggiornamenti continui delle sue caratteristiche e funzionalità, potenziato con la capacità per gli ambienti aziendali di ricevere aggiornamenti non critici a un ritmo più lento o utilizzare patch di supporto a lungo termine che riceverà solo aggiornamenti critici, come patch di sicurezza, nel corso della loro durata quinquennale del supporto mainstream. Terry Myerson, vicepresidente esecutivo del Microsoft Windows and Devices Group, ha dichiarato che l'obiettivo di questo modello era ridurre la frammentazione attraverso la piattaforma Windows.

## Canali
| Versione  | Nome in codice | Build | Nome ufficiale                 | Data di pubblicazione | Fine supporto    | Fine supporto          | Fine supporto   | Fine supporto   |
| Versione  | Nome in codice | Build | Nome ufficiale                 | Data di pubblicazione | Home • Pro       | Enterprise • Education | LTSC            | Mobile          |
| --------- | -------------- | ----- | ------------------------------ | --------------------- | ---------------- | ---------------------- | --------------- | --------------- |
| 1507      | Threshold 1    | 10240 | RTM (Release to manufacturers) | 29 luglio 2015        | 9 maggio 2017    | 9 maggio 2017          | 14 ottobre 2025 | N.D.            |
| 1511      | Threshold 2    | 10586 | November Update                | 10 novembre 2015      | 10 ottobre 2017  | 10 ottobre 2017        | N.D.            | 9 gennaio 2018  |
| 1607      | Redstone 1     | 14393 | Anniversary Update             | 2 agosto 2016         | 10 aprile 2018   | 9 aprile 2019          | 13 ottobre 2026 | 9 ottobre 2018  |
| 1703      | Redstone 2     | 15063 | Creators Update                | 5 aprile 2017         | 9 ottobre 2018   | 8 ottobre 2019         | N.D.            | 11 luglio 2019  |
| 1709      | Redstone 3     | 16299 | Fall Creators Update           | 17 ottobre 2017       | 9 aprile 2019    | 14 aprile 2020         | N.D.            | 14 gennaio 2020 |
| 1803      | Redstone 4     | 17134 | April 2018 Update              | 30 aprile 2018        | 12 novembre 2019 | 10 novembre 2020       | N.D.            | N.D.            |
| 1809      | Redstone 5     | 17763 | October 2018 Update            | 13 novembre 2018      | 10 novembre 2020 | 11 maggio 2021         | 9 gennaio 2029  | N.D.            |
| 1903/19H1 | 19H1           | 18362 | May 2019 Update                | 21 maggio 2019        | 8 dicembre 2020  | 8 dicembre 2020        | N.D.            | N.D.            |
| 1909/19H2 | 19H2           | 18363 | November 2019 Update           | 12 novembre 2019      | 11 maggio 2021   | 10 maggio 2022         | N.D.            | N.D.            |
| 2004/20H1 | Vibranium      | 19041 | May 2020 Update                | 27 maggio 2020        | 14 dicembre 2021 | 14 dicembre 2021       | N.D.            | N.D.            |
| 20H2      | Manganese      | 19042 | October 2020 Update            | 20 ottobre 2020       | 10 maggio 2022   | 9 maggio 2023          | N.D.            | N.D.            |
| 21H1      | Iron           | 19043 | May 2021 Update                | 18 maggio 2021        | 13 dicembre 2022 | 13 dicembre 2022       | N.D.            | N.D.            |
| 21H2      | Cobalt         | 19044 | November 2021 Update           | 16 novembre 2021      | 13 giugno 2023   | 11 giugno 2024         | 13 gennaio 2032 | N.D.            |
| 22H2      | Nickel         | 19045 | Windows 10 2022 Update         | 18 ottobre 2022       | 14 ottobre 2025  | 14 ottobre 2025        | N.D.            | N.D.            |

Le build di Windows 10 Insider Preview vengono consegnate agli insiders in tre diversi anelli. Gli addetti ai lavori nell'anello veloce ricevono aggiornamenti prima di quelli nell'anello lento, ma potrebbero riscontrare più bug e altri problemi. Gli addetti ai lavori nel canale "pubblicazione in anteprima" non ricevono gli aggiornamenti fino a quando la versione è quasi disponibile al pubblico, ma sono relativamente più stabili.

## Cronologia

### Versioni per PC

#### Technical Preview
| Build in anteprima di Windows 10 Technical Preview | Build in anteprima di Windows 10 Technical Preview | Build in anteprima di Windows 10 Technical Preview |
| Versione                                           | Data di pubblicazione                              | Novità |
| -------------------------------------------------- | -------------------------------------------------- | --- |
| 6.4.9788                                           | 2014                                               | Si può definire come la prima versione conosciuta di Windows 10. Questa build come le altre non pubbliche sono testimoniate solo da alcuni video e screenshot. Questa build, come la successiva, non è pubblica ed è stata distribuita direttamente dalla Microsoft ad alcuni partner. Oltre alla sua schermata Start aveva già anche il menù Start, strutturato però in modo completamente diverso. Come kernel riporta già NT 6.4 anche se si chiama ancora Windows 8.1 Pro. |
| 6.4.9795                                           | 2014                                               | Distribuita ai partner il 14 agosto 2014. Le app eseguite a finestra venivano totalmente gestite come programmi desktop a finestra, e hanno gli stessi pulsanti situati in alto a destra nelle finestre di Windows desktop anziché quelli delle app. Nel desktop era presente tuttavia ancora la charm bar. Anche questa versione viene ancora chiamata Windows 8.1 Pro. |
| 6.4.9821                                           | 2014                                               | Si tratta della prima build a non usare più il nome Windows 8.1 Pro ma Windows Technical Preview. Sono presenti per la prima volta anche i due pulsanti situati nella barra delle applicazioni, ricerca e desktop virtuali. Include anche alcune icone flat, rimosse dalla 9841 e reintrodotte nella 9879 per poi essere nuovamente rimosse dalla 9926. |
| 6.4.9834                                           | 2014                                               | Si tratta di una delle prime build ma includeva già alcune funzionalità e caratteristiche presenti nelle build successive, fra cui il centro notifiche, rimosso e reintegrato solo nella build 9860 con grafica rivista. Questa versione è stata pubblicata solo ad alcuni partner il 9 settembre 2014. Come aspetto e funzioni è molto simile alla sua successiva. |

#### Versione 1507
La versione originale di Windows 10 (nome in codice "Threshold 1" e chiamata anche versione 1507) è stato pubblicato a luglio 2015. Questa versione riporta il numero di build 10.0.10240; mentre Microsoft ha dichiarato che non esiste alcuna versione designata di produzione (RTM) di Windows 10, la build 10240 è stata descritta come una build RTM da vari media. È stato successivamente chiamato anche "versione 1507" da Microsoft seguendo una convenzione di denominazione per le versioni stabili future del sistema operativo.
Le modifiche importanti in questa versione includono:
- Un menu start aggiornato[17][18]
- L'introduzione di Cortana, un assistente virtuale, per la versione desktop di Windows[17][18]
- Una modalità "Continuum" che consente agli utenti di passare dalla modalità desktop alla modalità tablet[17][18]
- "Centro operativo", che include notifiche e accesso rapido alle impostazioni[17][18]
- Un nuovo browser web, Microsoft Edge, che sostituisce Internet Explorer come browser predefinito in Windows
- Multitasking migliorato, inclusi i desktop virtuali[17][18]
- Molte app integrate aggiornate[17][18]

La versione finale è stata resa disponibile per Windows Insider il 15 luglio 2015, seguita da un'uscita pubblica il 29 luglio 2015. Il supporto della versione 1507 è terminato il 9 maggio 2017 per i dispositivi del Current Branch e Current Branch for Business; tuttavia, i dispositivi configurati per ricevere gli aggiornamenti da Current Branch e Current Branch for Business hanno continuato a ricevere aggiornamenti fino al 27 giugno 2018.
| Build in anteprima di Windows 10 versione 1507 | Build in anteprima di Windows 10 versione 1507             | Build in anteprima di Windows 10 versione 1507 |
| Versione                                       | Data di pubblicazione                                      | Novità |
| ---------------------------------------------- | ---------------------------------------------------------- | --- |
| 6.4.9841                                       | 1º ottobre 2014                                            | Prima build pubblica, dove molte novità si confermano: - Un unico sistema operativo per tutti i dispositivi, da 4 a 80 pollici: Windows riconoscerà automaticamente la presenza del touch screen, regolando di conseguenza l'interfaccia grafica, attualmente non è possibile utilizzare Windows 10 per dispositivi sotto gli 8 pollici perché la versione per dispositivi ARM è l'unica che supporterà queste risoluzioni; - Un nuovo menù Start: si può definire un mix tra il menù Start originale e la schermata Start di Windows 8, rimane comunque la schermata Start, ed è possibile scegliere se usare la schermata Start oppure il menù Start; - App e applicazioni: possibilità di aprire le app del Windows Store sul desktop, in finestra. L'intento è incentivare l'uso delle app del Windows Store sul Desktop. Ci sono anche piccoli miglioramenti grafici nelle applicazioni desktop; - Desktop virtuali: è possibile creare e gestire più spazi di lavoro in Windows 10; - Snap view e task view migliorate: aggiunto lo Snap Assist per i desktop virtuali; - L'assenza della Charms Bar sui dispositivi non touch screen, la barra laterale che in Windows 8 permetteva di svolgere alcune azioni principali, che è stata finalizzata con la seconda build pubblicata è possibile scegliere se attivarla o no anche sui dispositivi non tattili; - Supporto nativo alle Sim per la connessione a internet; - L'introduzione dell'assistente virtuale Cortana, già visto in Windows Phone 8.1 ancora non attivo; - Prompt dei comandi migliorato: supporta la funzione incolla; - Lock screen personalizzate, come Windows Phone 8.1; - Nuova app Impostazioni: basata su quella di Windows 8, è più ricca di novità e sostituisce quella Desktop; - Nella Technical Preview è presente un nuovo sistema che permetterà ai betatester di inviare feedback e di ricevere aggiornamenti al sistema operativo tramite il programma Windows Insider; - Più stabile e veloce; - Presenta una retrocompatibilità maggiore con i vecchi programmi di Windows 3 e NT 3.1 (e successivi) a finestra. |
| 6.4.9860                                       | 21 ottobre 2014                                            | Questa build di Windows 10 si presenta con oltre 7000 novità e correzioni di bug, frutto delle segnalazioni degli utenti. Microsoft ha introdotto in questa build l'Action Center mutuando la medesima soluzione già presente su Windows Phone. In questo unico luogo gli utenti potranno visualizzare le notifiche di sistema e delle applicazioni, come i messaggi di Facebook, le nuove e Mail, avvertenze dei programmi desktop e tanto altro ancora. In questa prima fase però Microsoft ha solo abilitato la visualizzazione delle notifiche. La possibilità di interagire avverrà in un secondo momento. In questa nuova build è stato ottimizzato lo spostamento delle applicazioni tra i vari monitor utilizzando la combinazione di tasti Windows + shift + freccia. Microsoft, accontentando gli utenti, ha anche introdotto nuove animazioni quando si passa da un desktop all'altro. In questo modo gli utenti avranno una chiara percezione dell'azione che staranno compiendo. Rispetto a Windows 8 l'integrazione con Hyper-V è aumentata, andando ad influire la gestione dei dischi virtuali con il nuovo formato .vhdx e il suo derivato .avhdx, evoluzioni del precedente .vhd (Virtual Hard Disk), nato con Virtual-PC della stessa Microsoft per poi susseguirsi in tutti i sistemi operativi Microsoft Windows successivi a Windows 7 anche come utilità di dischi virtuali. Comunque è possibile utilizzare ancora il vecchio formato. Tra le altre novità incluse nella build 9860 di Windows 10 ma non annunciate ufficialmente da Microsoft, l'introduzione dell'App "Battery Saver", una funzione non ancora pienamente attiva pensata per i dispositivi mobili come i portatili che consente di limitare le funzioni in background per risparmiare batteria e "Data Sense"; che permette di tenere traccia del consumo del traffico dati (anche questa non ancora attiva). La versione per Windows Phone permetteva anche una mappatura dei Wi-Fi locali, che, anch'essa molto probabilmente verrà aggiunta in seguito. Altra novità è quella dell'animazione grafica delle finestre, che se prima (nella build 9841) l'animazione era a dissolvenza con apertura in basso, adesso è diventata a dissolvenza rallentata. La velocità del sistema è tra l'altro aumentata rispetto alla build precedente. La possibilità di aggiungere i collegamenti delle app su desktop è stata resa possibile da questa versione, nonostante fosse già disponibile parzialmente anche nella 9841. |
| 6.4.9865                                       | 2 novembre 2014                                            | Inizialmente questa build è stata annunciata il 28 ottobre 2014. Varie novità sono presenti in particolare nei portatili e tablet x86, con aggiunte di funzionalità anche per gli altri utenti aventi differenti dispositivi. Questa build ancora non supporta i dispositivi ARM. Esistono tuttavia per i dispositivi Windows Phone delle build interne agli sviluppatori Microsoft, e la prima, nonché la più recente a noi conosciuta, è la versione 8.15.12434, basata ancora su Windows Phone 8.1 (8.10.15XXX) ma ciò nonostante è rappresentata come versione ARM di Windows 10. Questa versione è stata conosciuta il 2 novembre 2014. Questa build avrà un supporto nativo al formato .MKV; era già presente nella build precedente, ma in modo incompleto e non ufficiale. Questa build rimarrà solo fra gli sviluppatori e ad alcuni partner. |
| 6.4.9879                                       | Ramo veloce: 12 novembre 2014 Ramo lento: 25 novembre 2014 | Questa build è stata annunciata da fonti vicine all'azienda. Dal 13 novembre 2014 è disponibile l'aggiornamento. Oltre ad includere le novità della scorsa build, che non è stata pubblicata, introduce novità anche nel comparto della Superbar, dove è infatti possibile rimuovere i tasti della ricerca e dei desktop virtuali. Sono stati corretti vari bug, e inoltre si potrà accedere a Windows anche tramite un account Azure, quindi una novità per l'ambito aziendale. In questa versione Microsoft sta valutando le richieste degli utenti. L'icona delle notifiche è stata spostata a destra. Internet Explorer presenta varie migliorie, e integra al 10% il suo nuovo motore di rendering Edge. Sono stati apportati vari bugfix in tutto il sistema e le animazioni e transizioni sono state velocizzate. Inoltre, sono state aggiunte e modificate alcune icone in Explorer, la shell predefinita di Windows 10. Le app sono state migliorate per l'esecuzione a finestra, rendendo le finestre di dialogo uguali a quelle desktop, ma con il contenuto dell'app. Anche alcuni pulsanti sono stati modificati. Questa build non è ancora compatibile con il settore ARM, dove però lo stesso giorno di pubblicazione di questa build l'azienda di Redmond ha annunciato che tutti i dispositivi aventi Windows Phone 8 e 8.1 potranno essere aggiornati gratuitamente alla nuova versione per questa architettura. Di fatto era logico, poiché l'attuale kernel di Windows Phone 8.1 è NT 6.3 e conseguenzialmente molto più facile da aggiornare a Windows 10, avente kernel prima 6.4 e poi 10.0. Ciò non era stato possibile fra la transizione da Windows Phone 7.x a 8 perché il primo aveva come kernel Windows CE anziché il nuovo NT. Questa versione include tracce di Cortana inglese. Il metodo d'installazione differisce da quello della prima build pubblica, la 9841, che aveva derivato l'installazione dei predecessori Windows. Questa build è disponibile anche in versione Enterprise. |
| 10.0.9926                                      | Ramo velo e lento: 23 gennaio 2015                         | Include miglioramenti nella barra delle applicazioni e il pannello di controllo, il centro notifiche e il menù Start sono stati rivisti e migliorati. Questa build presenta anche la localizzazione in molte lingue, fra cui l'italiano, e un nuovo Store. Il ciclo di vita delle beta di Windows 10 è scaduto il 2 ottobre 2015. Questa build ha alcuni servizi e funzionalità disabilitati, come la trasparenza, il nuovo calendario e la schermata di blocco. |
| 10.0.10041                                     | Ramo veloce: 18 marzo 2015 Ramo lento: 24 marzo 2015       | Tra le novità principali c'è la possibilità di rendere semi-trasparente il menù Start, una gestione dei desktop migliorata (con la funzione di spostamento delle app da un desktop ad un altro), e una nuova interfaccia di gestione delle reti al click dell'apposito tasto. |
| 10.0.10049                                     | Ramo veloce: 30 marzo 2015                                 | Questa build vede il debutto dell'anteprima pubblica di Microsoft Edge. Sveglie e orologi, calcolatrice e registratore vocale sono stati aggiornati con nuove interfacce. È stata aggiunta anche la registrazione Bio, sebbene il suo scopo non sia ancora noto e l'app non sia accessibile. |
| 10.0.10061                                     | Ramo veloce: 22 aprile 2015                                | Include varie correzioni di bug, un'icona del cestino più simile a quella delle versioni più datate di Windows, un nuovo tasto Task View, un nuovo centro notifiche trasparente, una barra delle applicazioni trasparente e tre nuove app: posta, calendario e meteo. |
| 10.0.10074                                     | Ramo veloce e lento: 29 aprile 2015                        | Include molte di quelle novità che sono state mostrate da Joe Belfiore durante il keynote della prima giornata della Build 2015 di Microsoft. Innanzitutto è stato ripristinato il tema grafico Aero introdotto con Windows Vista, essendo stato rimosso da Windows 8. La build porta con sé miglioramenti ed ottimizzazioni in aree come Continuum ed il Multitasking. Microsoft ha anche inserito nuovi suoni di sistema. Ottimizzata l'integrazione di Cortana in Windows 10 non solo a livello estetico ma anche con l'aggiunta di "Bing Instant Answers" che renderà più smart l'assistente virtuale di Microsoft. Microsoft ha inoltre affinato lo Store Beta di Windows 10 rendendolo disponibile anche per altri mercati. Sono state aggiornate anche le app Xbox e Musica e Video Preview. La lista dei bug noti è, invece, molto corta, a sottolineare il maggior livello di stabilità raggiunto da questa build. Alcuni dei piccoli problemi presenti saranno, infine, presto risolti attraverso l'uscita di alcune specifiche patch. Inoltre chi ha già questa build, a mano a mano che si riceveranno build fino alla finale, potrà effettuare gratuitamente l'aggiornamento alla versione definitiva. |
| 10.0.10122                                     | Ramo veloce: 20 maggio 2015                                | include miglioramenti alla modalità Start e Continuum: è stato perfezionato il layout del menù Start posizionando i pulsanti per il File Explorer e le impostazioni nella parte in basso a sinistra del menù nei pressi del tasto Power, portando quindi una maggiore simmetria. Si possono notare inoltre miglioramenti grafici anche per quanto riguarda il nuovo browser Microsoft Edge, in questa build ancora denominato Project Spartan. È stata migliorata la gestione delle applicazioni predefinite. |
| 10.0.10130                                     | Ramo veloce: 29 maggio 2015 Ramo lento: 12 giugno 2015     | Introduce alcuni miglioramenti, tra cui la possibilità di personalizzare il menù Start con possibilità di scegliere se visualizzarlo o meno a tutto schermo e la posizione di alcuni elementi, nuove icone, modifiche alla jump list sulla barra delle applicazioni, miglioramenti alla modalità Continuum e al browser Microsoft Edge (ancora denominato Project Spartan), modifiche alla gestione dei desktop virtuali. |
| 10.0.10158                                     | Ramo veloce: 29 giugno 2015                                | È stata applicata adeguata la grafica del tema anche sulla finestra del calendario/orologio visualizzabile sulla barra delle applicazioni. Sono state aggiunte tutte le rispettive icone di ogni singola cartella inseribile nel menu Start. |
| 10.0.10159                                     | Ramo veloce: 30 giugno 2015                                | Corregge oltre 300 bug presenti fino all'ultima build precedente ad essa. Implementa il nuovo sfondo ufficiale di Windows 10 sia sul desktop che sulla schermata di autenticazione. |
| 10.0.10162                                     | Ramo veloce: 2 luglio 2015 Ramo lento: 6 luglio 2015       | Questa build aggiunge una guida pop-up su come utilizzare la modalità tablet. |
| 10.0.10166                                     | Ramo veloce: 9 luglio 2015                                 | Le novità non sono molte, oltre ai vari bugfixing e piccoli affinamenti all'interfaccia ed alle funzionalità, in vista dell'imminente arrivo della versione RTM. |

| Aggiornamenti cumulativi di Windows 10 versione 1507 | Aggiornamenti cumulativi di Windows 10 versione 1507 | Aggiornamenti cumulativi di Windows 10 versione 1507 | Aggiornamenti cumulativi di Windows 10 versione 1507 |
| Versione                                             | Knowledge base                                       | Data di pubblicazione                                | Novità |
| ---------------------------------------------------- | ---------------------------------------------------- | ---------------------------------------------------- | --- |
| 10.0.10240.16384 Version 1507                        | KB3074661                                            | Ramo veloce e lento: 15 luglio 2015                  | Questa è la prima build RTM di Windows 10. È stata pubblicata ai produttori di dispositivi per essere precaricati sui loro dispositivi. Questa è anche la build che è stata venduta ai negozi al dettaglio in un supporto di installazione USB per i clienti che vorrebbero acquistare il sistema operativo come prodotto di vendita autonomo. |
| 10.0.10240.16389                                     | KB3074663                                            | Ramo veloce e lento: 15 luglio 2015                  | |
| 10.0.10240.16391                                     | KB3074665                                            | Ramo veloce e lento: 17 luglio 2015                  | |
| 10.0.10240.16393                                     | KB3074669                                            | Ramo veloce e lento: 20 luglio 2015                  | |
| 10.0.10240.16394                                     | KB3074674                                            | Ramo veloce e lento: 21 luglio 2015                  | |
| 10.0.10240.16397                                     | KB3074680                                            | Ramo veloce e lento: 24 luglio 2015                  | |
| 10.0.10240.16399                                     | KB3074681                                            | Ramo veloce e lento: 25 luglio 2015                  | |
| 10.0.10240.16405                                     | KB3074683                                            | Ramo veloce, lento e uscita pubblica: 29 luglio 2015 | Comunemente chiamata "Day One Patch", questa è la prima build di disponibilità generale. È l'aggiornamento che gli utenti hanno ricevuto quando hanno effettuato l'aggiornamento a Windows 10 tramite l'offerta di aggiornamento gratuito o dopo aver controllato gli aggiornamenti sui PC precaricati con Windows 10.                         |
| 10.0.10240.16413                                     | KB3081424                                            | Ramo veloce, lento e uscita pubblica: 5 agosto 2015  | |
| 10.0.10240.16430                                     | KB3081436                                            | Ramo veloce, lento e uscita pubblica: 11 agosto 2015 | |
| 10.0.10240.16433                                     | KB3081438                                            | Ramo veloce, lento e uscita pubblica: 14 agosto 2015 | |
| 10.0.10240.16445                                     | KB3081444                                            | Ramo lento e uscita pubblica: 18 agosto 2015         | |
| 10.0.10240.16463                                     | KB3081448                                            | Ramo lento e uscita pubblica: 27 agosto 2015         | |
| 10.0.10240.16487                                     | KB3081455                                            | Ramo lento e uscita pubblica: 8 settembre 2015       | |
| 10.0.10240.16520                                     | KB3093266                                            | Ramo lento e uscita pubblica: 30 settembre 2015      | Questo aggiornamento cumulativo a Windows 10 aggiunge nuove funzionalità a Microsoft Edge. Per i siti Web che visualizzano più volte finestre di dialogo, Microsoft Edge fornisce ora una casella di controllo nella finestra di dialogo per impedire l'apertura di ulteriori finestre di dialogo.                                             |
| 10.0.10240.16549                                     | KB3097617                                            | Ramo lento e uscita pubblica: 13 ottobre 2015        | |
| 10.0.10240.16566                                     | KB3105210                                            | Uscita pubblica: 27 ottobre 2015                     | |
| 10.0.10240.16590                                     | KB3105213                                            | Uscita pubblica: 10 novembre 2015                    | |
| 10.0.10240.16601                                     | KB3116869                                            | Uscita pubblica: 8 dicembre 2015                     | |
| 10.0.10240.16644                                     | KB3124266                                            | Uscita pubblica: 12 gennaio 2016                     | |
| 10.0.10240.16683                                     | KB3135174                                            | Uscita pubblica: 9 febbraio 2016                     | |
| 10.0.10240.16725                                     | KB3140745                                            | Uscita pubblica: 8 marzo 2016                        | |
| 10.0.10240.16769                                     | KB3147461                                            | Uscita pubblica: 12 aprile 2016                      | |
| 10.0.10240.16854                                     | KB3156387                                            | Uscita pubblica: 10 maggio 2016                      | |
| 10.0.10240.16942                                     | KB3163017                                            | Uscita pubblica: 14 giugno 2016                      | |
| 10.0.10240.17024                                     | KB3163912                                            | Uscita pubblica: 12 luglio 2016                      | |
| 10.0.10240.17071                                     | KB3176492                                            | Uscita pubblica: 9 agosto 2016                       | |
| 10.0.10240.17113                                     | KB3185611                                            | Uscita pubblica: 13 settembre 2016                   | |
| 10.0.10240.17146                                     | KB3192440                                            | Uscita pubblica: 11 ottobre 2016                     | |
| 10.0.10240.17190                                     | KB3198585                                            | Uscita pubblica: 8 novembre 2016                     | |
| 10.0.10240.17202                                     | KB3205383                                            | Uscita pubblica: 13 dicembre 2016                    | |
| 10.0.10240.17236                                     | KB3210720                                            | Uscita pubblica: 10 gennaio 2017                     | |
| 10.0.10240.17319                                     | KB4012606                                            | Uscita pubblica: 14 marzo 2017                       | |
| 10.0.10240.17320                                     | KB4016637                                            | Uscita pubblica: 22 marzo 2017                       | |
| 10.0.10240.17354                                     | KB4015221                                            | Uscita pubblica: 11 aprile 2017                      | |
| 10.0.10240.17394                                     | KB4019474                                            | Uscita pubblica: 9 maggio 2017                       | |
| 10.0.10240.17443                                     | KB4022727                                            | Uscita pubblica: 13 giugno 2017                      | |
| 10.0.10240.17446                                     | KB4032695                                            | Uscita pubblica: 27 giugno 2017                      | |
| 10.0.10240.17488                                     | KB4025338                                            | Uscita pubblica: 11 luglio 2017                      | |
| 10.0.10240.17533                                     | KB4034668                                            | Uscita pubblica: 8 agosto 2017                       | |
| 10.0.10240.17609                                     | KB4038781                                            | Uscita pubblica: 12 settembre 2017                   | |
| 10.0.10240.17643                                     | KB4042895                                            | Uscita pubblica: 10 ottobre 2017                     | |
| 10.0.10240.17673                                     | KB4048956                                            | Uscita pubblica: 14 novembre 2017                    | |
| 10.0.10240.17709                                     | KB4053581                                            | Uscita pubblica: 12 dicembre 2017                    | |
| 10.0.10240.17738                                     | KB4056893                                            | Uscita pubblica: 3 gennaio 2018                      | |
| 10.0.10240.17741                                     | KB4075199                                            | Uscita pubblica: 18 febbraio 2018                    | |
| 10.0.10240.17741                                     | KB4077735                                            | Uscita pubblica: 31 gennaio 2018                     | |
| 10.0.10240.17770                                     | KB4074596                                            | Uscita pubblica: 13 febbraio 2018                    | |
| 10.0.10240.17797                                     | KB4088786                                            | Uscita pubblica: 13 marzo 2018                       | |
| 10.0.10240.17831                                     | KB4093111                                            | Uscita pubblica: 10 aprile 2018                      | |
| 10.0.10240.17861                                     | KB4103716                                            | Uscita pubblica: 8 maggio 2018                       | |
| 10.0.10240.17861                                     | KB4284860                                            | Uscita pubblica: 12 giugno 2018                      | |
| 10.0.10240.17914                                     | KB4338829                                            | Uscita pubblica: 10 luglio 2018                      | |
| 10.0.10240.17946                                     | KB4343892                                            | Uscita pubblica: 14 agosto 2018                      | |
| 10.0.10240.17976                                     | KB4457132                                            | Uscita pubblica: 11 settembre 2018                   | |
| 10.0.10240.18005                                     | KB4462922                                            | Uscita pubblica: 9 ottobre 2018                      | |
| 10.0.10240.18036                                     | KB4467680                                            | Uscita pubblica: 13 novembre 2018                    | |
| 10.0.10240.18063                                     | KB4471323                                            | Uscita pubblica: 11 dicembre 2018                    | |
| 10.0.10240.18064                                     | KB4483228                                            | Uscita pubblica: 19 dicembre 2018                    | |
| 10.0.10240.18094                                     | KB4480962                                            | Uscita pubblica: 8 gennaio 2019                      | |
| 10.0.10240.18132                                     | KB4487018                                            | Uscita pubblica: 12 febbraio 2019                    | |
| 10.0.10240.18135                                     | KB4491101                                            | Uscita pubblica: 21 febbraio 2019                    | |
| 10.0.10240.18158                                     | KB4489872                                            | Uscita pubblica: 12 marzo 2019                       | |
| 10.0.10240.18186                                     | KB4493475                                            | Uscita pubblica: 9 aprile 2019                       | |

#### Versione 1511 (November Update)
Il Windows 10 November Update (conosciuto anche come versione 1511, nome in codice "Threshold 2") è il primo importante aggiornamento di Windows 10 e la seconda versione del sistema operativo. Porta il numero di build 10.0.10586.
Le nuove funzionalità di questa versione di Windows 10 includono:
- Le applicazioni di video, messaggistica e chiamata Skype sono preinstallate[150]
- Anteprime e sincronizzazione delle schede in Microsoft Edge[150]
- Modifiche visive e funzionali[150]

La prima anteprima è stata pubblicata il 18 agosto 2015. La versione finale è stata resa disponibile per Windows Insiders il 3 novembre 2015, seguita da una versione pubblica il 12 novembre 2015. A differenza della versione iniziale di Windows, questo ramo è stato reso disponibile ai dispositivi Windows Phone 8.1 esistenti e Xbox One e come pubblicazione in anteprima a Windows Server 2016, ed è stato preinstallato sui nuovi dispositivi Windows 10 Mobile. Il supporto di questa versione per gli utenti di Current Branch (CB) e Current Branch for Business (CBB) è terminato il 10 ottobre 2017. L'ultimo aggiornamento pubblico è stato pubblicato il 10 aprile 2018 solo per le versioni Enterprise e Education.
| Build in anteprima di Windows 10 versione 1511 | Build in anteprima di Windows 10 versione 1511           | Build in anteprima di Windows 10 versione 1511 |
| Versione                                       | Data di pubblicazione                                    | Novità |
| ---------------------------------------------- | -------------------------------------------------------- | --- |
| 10.0.10525                                     | Ramo veloce: 18 agosto 2015                              | - Opzioni di colore aggiornate - Miglioramenti alla gestione della memoria |
| 10.0.10532                                     | Ramo veloce: 27 agosto 2015                              | - Condividi la funzionalità aggiunta all'app Windows Feedback - Menu contestuali riprogettati |
| 10.0.10547                                     | Ramo veloce: 18 settembre 2015                           | - Le colonne tile del menu Start possono essere espanse del 33% - Aumentato il limite del riquadro del menu Start a 2048 - Miglioramenti alla modalità Tablet - Lo sfondo della schermata di accesso ora può essere disabilitato |
| 10.0.10565                                     | Ramo veloce: 12 ottobre 2015 Ramo lento: 16 ottobre 2015 | - Anteprima scheda aggiunta a Microsoft Edge - Miglioramenti di Microsoft Edge - Miglioramenti al menu contestuale - Miglioramenti alla barra del titolo - Icone aggiornate - Miglioramenti all'attivazione del dispositivo      |
| 10.0.10576                                     | Ramo veloce: 29 ottobre 2015                             | - Media Casting aggiunto a Microsoft Edge |

| Aggiornamenti cumulativi di Windows 10 versione 1511 | Aggiornamenti cumulativi di Windows 10 versione 1511 | Aggiornamenti cumulativi di Windows 10 versione 1511                                       | Aggiornamenti cumulativi di Windows 10 versione 1511 |
| Versione                                             | Knowledge base                                       | Data di pubblicazione                                                                      | Novità |
| ---------------------------------------------------- | ---------------------------------------------------- | ------------------------------------------------------------------------------------------ | --- |
| 10.0.10586 Version 1511                              |                                                      | Ramo veloce: 5 novembre 2015 Ramo lento: 9 novembre 2015 Uscita pubblica: 12 novembre 2015 | In questa build BitLocker aggiunge il supporto per l'algoritmo di crittografia XTS-AES. Altre funzionalità relative alla sicurezza includono Enhanced Credential Guard. Nell'app Impostazioni, in Privacy, la Cronologia delle chiamate e le Email sono ora incluse. A partire da questa build, Windows Spotlight è disponibile sull'edizione di Windows 10 Pro. |
| 10.0.10586.3                                         | KB3105211                                            | Ramo lento e veloce: 10 novembre 2015                                                      | |
| 10.0.10586.11                                        | KB3118754                                            | Ramo veloce, lento e uscita pubblica: 18 novembre 2015                                     | |
| 10.0.10586.14                                        | KB3120677                                            | Ramo veloce, lento e uscita pubblica: 24 novembre 2015                                     | |
| 10.0.10586.17                                        | KB3116908                                            | Ramo veloce, lento e uscita pubblica: 2 dicembre 2015                                      | |
| 10.0.10586.29                                        | KB3116900                                            | Ramo veloce, lento e uscita pubblica: 8 dicembre 2015                                      | |
| 10.0.10586.36                                        | KB3124200                                            | Ramo veloce, lento e uscita pubblica: 17 dicembre 2015                                     | |
| 10.0.10586.63                                        | KB3124263                                            | Ramo lento e uscita pubblica: 12 gennaio 2016                                              | |
| 10.0.10586.71                                        | KB3124262                                            | Ramo lento e uscita pubblica: 27 gennaio 2016                                              | |
| 10.0.10586.104                                       | KB3135173                                            | Ramo lento e uscita pubblica: 9 febbraio 2016                                              | |
| 10.0.10586.122                                       | KB3140743                                            | Ramo lento, pubblicazione in anteprima e uscita pubblica: 2 marzo 2016                     | |
| 10.0.10586.164                                       | KB3140768                                            | Ramo lento, pubblicazione in anteprima e uscita pubblica: 8 marzo 2016                     | |
| 10.0.10586.218                                       | KB3147458                                            | Pubblicazione in anteprima e uscita pubblica: 12 aprile 2016                               | |
| 10.0.10586.240                                       |                                                      | Pubblicazione in anteprima: 28 aprile 2016                                                 | Questo aggiornamento cumulativo offre un'interfaccia utente migliorata per il tracciamento dei dati in Rete e Wireless > Utilizzo dati, nell'app Impostazioni. |
| 10.0.10586.318                                       | KB3156421                                            | Pubblicazione in anteprima e uscita pubblica: 10 maggio 2016                               | Questo aggiornamento consente ai giochi e alle app UWP di sbloccare i framerate. Ciò consentirà ai giochi UWP di disabilitare V-Sync e abilitare l'uso di funzionalità di terze parti come G-Sync e Freesync. |
| 10.0.10586.420                                       | KB3163018                                            | Uscita pubblica: 14 giugno 2016                                                            | |
| 10.0.10586.589                                       | KB3185614                                            | Uscita pubblica: 13 settembre 2016                                                         | |
| 10.0.10586.679                                       | KB3198586                                            | Uscita pubblica: 8 novembre 2016                                                           | |
| 10.0.10586.713                                       | KB3205386                                            | Uscita pubblica: 13 dicembre 2016                                                          | |
| 10.0.10586.753                                       | KB3210721                                            | Uscita pubblica: 10 gennaio 2017                                                           | |
| 10.0.10586.839                                       | KB4013198                                            | Uscita pubblica: 14 marzo 2017                                                             | |
| 10.0.10586.842                                       | KB4016636                                            | Uscita pubblica: 22 marzo 2017                                                             | |
| 10.0.10586.873                                       | KB4015219                                            | Uscita pubblica: 11 aprile 2017                                                            | |
| 10.0.10586.916                                       | KB4019473                                            | Uscita pubblica: 9 maggio 2017                                                             | |
| 10.0.10586.962                                       | KB4022714                                            | Uscita pubblica: 13 giugno 2017                                                            | |
| 10.0.10586.965                                       | KB4032693                                            | Uscita pubblica: 27 giugno 2017                                                            | |
| 10.0.10586.1007                                      | KB4025344                                            | Uscita pubblica: 11 luglio 2017                                                            | |
| 10.0.10586.1045                                      | KB4034660                                            | Uscita pubblica: 8 agosto 2017                                                             | |
| 10.0.10586.1106                                      | KB4038783                                            | Uscita pubblica: 12 settembre 2017                                                         | |
| 10.0.10586.1176                                      | KB4041689                                            | Uscita pubblica: 10 ottobre 2017                                                           | |
| 10.0.10586.1177                                      | KB4052232                                            | Uscita pubblica: 2 novembre 2017                                                           | |
| 10.0.10586.1232                                      | KB4048952                                            | Uscita pubblica: 14 novembre 2017                                                          | Questo aggiornamento può essere applicato solo a edizioni di Windows 10 Enterprise e Windows 10 Education. |
| 10.0.10586.1295                                      | KB4053578                                            | Uscita pubblica: 12 dicembre 2017                                                          | Questo aggiornamento può essere applicato solo a edizioni di Windows 10 Enterprise e Windows 10 Education. |
| 10.0.10586.1356                                      | KB4056888                                            | Uscita pubblica: 3 gennaio 2018                                                            | Questo aggiornamento può essere applicato solo a edizioni di Windows 10 Enterprise e Windows 10 Education. |
| 10.0.10586.1358                                      | KB4075200                                            | Uscita pubblica: 18 gennaio 2018                                                           | Questo aggiornamento può essere applicato solo a edizioni di Windows 10 Enterprise e Windows 10 Education. |
| 10.0.10586.1417                                      | KB4074591                                            | Uscita pubblica: 13 febbraio 2018                                                          | Questo aggiornamento può essere applicato solo a edizioni di Windows 10 Enterprise e Windows 10 Education. |
| 10.0.10586.1478                                      | KB4088779                                            | Uscita pubblica: 13 marzo 2018                                                             | Questo aggiornamento può essere applicato solo a edizioni di Windows 10 Enterprise e Windows 10 Education. |
| 10.0.10586.1540                                      | KB4093109                                            | Uscita pubblica: 10 aprile 2018                                                            | Questo è l'aggiornamento finale disponibile per Windows 10 Enterprise e Windows 10 Education. |

#### Versione 1607 (Anniversary Update)
Il Windows 10 Anniversary Update (conosciuto anche come versione 1607, nome in codice Redstone 1) è il secondo importante aggiornamento di Windows 10 e il primo di una serie di aggiornamenti con il nome in codice Redstone. Porta il numero di build 10.0.14393. La prima anteprima è stata pubblicata il 16 dicembre 2015. La versione finale è stata resa disponibile per Windows Insider il 18 luglio 2016, seguita da un'uscita pubblica il 2 agosto. Questa versione di Windows 10 è supportata per gli utenti del Current Branch (CB), Current Branch for Business (CBB) e Long-Term Support Branch (LTSB).
| Build in anteprima di Windows 10 versione 1607 | Build in anteprima di Windows 10 versione 1607                                                    | Build in anteprima di Windows 10 versione 1607 |
| Versione                                       | Data di pubblicazione                                                                             | Novità |
| ---------------------------------------------- | ------------------------------------------------------------------------------------------------- | --- |
| 10.0.11082                                     | Ramo veloce: 16 dicembre 2015                                                                     | - Presenti alcuni miglioramenti strutturali di OneCore. |
| 10.0.11099                                     | Ramo veloce: 13 gennaio 2016                                                                      | |
| 10.0.11102                                     | Ramo veloce: 21 gennaio 2016                                                                      | - Nuovo menu della cronologia in Microsoft Edge |
| 10.0.14251                                     | Ramo veloce: 27 gennaio 2016                                                                      | - Miglioramenti a Cortana - Il numero di build è unificato dal settore desktop a quello mobile. Contiene miglioramenti di OneCore. |
| 10.0.14257                                     | Ramo veloce: 3 febbraio 2016                                                                      | - Nuove funzioni per Foundation Work - Miglioramenti generali |
| 10.0.14267                                     | Ramo veloce: 18 febbraio 2016                                                                     | - Miglioramenti nel browser Edge (gestione dei preferiti e della cronologia) e nelle app Messaggi e Skype. - Correzioni di bug generali. |
| 10.0.14271                                     | Ramo veloce: 24 febbraio 2016                                                                     | - Ottenere i feedback è ora una parte integrante del Windows Insider Program |
| 10.0.14279                                     | Ramo veloce: 4 marzo 2016                                                                         | - Aggiunte più lingue a Cortana - Lo sfondo della schermata di accesso non corrisponde più allo sfondo della schermata di blocco - Aggiornamento dell'app Xbox - Inttegrazione di Sway nell'app foto - Adesso Cortana ricorda qualunque cosa grazie alla formula "Cortana ricordami". |
| 10.0.14291                                     | Ramo veloce: 17 marzo 2016                                                                        | - Miglioramenti a Microsoft Edge - Aggiunte estensioni per Microsoft Edge - Aggiunto blocca schede in Microsoft Edge - Aggiunta app dell'Hub di Feedback |
| 10.0.14295                                     | Ramo veloce: 25 marzo 2016 Ramo lento: 30 marzo 2016                                              | - Miglioramenti di bug |
| 10.0.14316                                     | Ramo veloce: 6 aprile 2016                                                                        | - Ubuntu Bash aggiunto al prompt dei comandi - Aggiunta l'app Skype UWP Preview - Miglioramenti al Centro notifiche - Aggiornate emoji - Aggiunta la modalità scura alle app UWP - Aggiunto il blocco delle finestre ai desktop virtuali - Riprogettata la schermata del progresso dell'aggiornamento - Aggiornamento delle impostazioni di Windows Update - L'app Connetti che permette di usare un PC come ricevitore Miracast. |
| 10.0.14328                                     | Ramo veloce: 22 aprile 2016                                                                       | - Aggiunto Windows Ink Workspace - Miglioramenti al menu Start per dare maggiore visibilità alle applicazioni che potranno essere trovate più facilmente - Tutte le app sono ora a schermo intero nella schermata Start - Aggiunto Cortana per bloccare la schermata - Icona del Centro operativo aggiornata - Aggiunta Cortana al Centro operativo - Le azioni rapide del centro operativo possono essere spostate - Aggiunto il calendario per l'orologio della barra delle applicazioni - Ora la barra delle applicazioni è visibile su tutti i monitor - Le impostazioni della barra delle applicazioni sono state spostate nell'app Impostazioni - Aggiunta la gestione dei dispositivi di riproduzione alla barra delle applicazioni - Scorri con quattro dita orizzontalmente per cambiare desktop (solo touchpad di precisione) - Gli indirizzi e-mail della schermata di blocco sono ora nascosti - Aggiunti controlli multimediali per bloccare lo schermk - Icona dell'Esplora file aggiornata |
| 10.0.14332                                     | Ramo veloce: 26 aprile 2016                                                                       | - Miglioramenti ad Ubuntu Bash - Miglioramenti a Cortana (che ora può effettuare ricerche anche tra i contenuti di Office 365) - Miglioramenti al Prompt dei comandi - Contiene inoltre ottimizzazioni che permettono una maggior durata della batteria per PC con connected standby (Microsoft ha ottimizzato i processi attivi durante la fase del connected standby, consentendo di mantenere attiva la connettività dati senza un impatto negativo sulla durata della batteria). |
| 10.0.14342                                     | Ramo veloce: 10 maggio 2016                                                                       | - Navigazione a scorrimento aggiunta a Microsoft Edge - Miglioramenti ad Ubuntu Bash - Icona di Windows Ink Workspace aggiornata - Ridisegnata l'impostazione Controllo account utente - Il clic centrale elimina le notifiche nel Centro operativo - Miglioramenti all'Hub di Feedback |
| 10.0.14352                                     | Ramo veloce: 26 maggio 2016                                                                       | - Miglioramenti a Cortana - Miglioramenti a Windows Ink - Added music and timer commands to Cortana - Aggiunti i comandi di musica e timer a Cortana - Aggiunta bussola per il righello di Windows Ink - Icona dell'Esplora file aggiornata - Miglioramenti della distribuzione dell'edizione di Windows Enterprise |
| 10.0.14361                                     | Ramo veloce: 8 giugno 2016                                                                        | - Miglioramenti a Windows Ink - Colore di sfondo coerente nell'app Impostazioni - Aggiornato Blu-Ray e icone di rete |
| 10.0.14366                                     | Ramo veloce: 14 giugno 2016 Ramo lento: 17 giugno 2016                                            | - Estensione di Office Online disponibile per Microsoft Edge |
| 10.0.14367                                     | Ramo veloce: 16 giugno 2016 Ramo lento: 21 giugno 2016                                            | - La combinazione di tasti Windows + F lancia l'Hub di Feedback - Aggiunte 23 nuove lingue per il riconoscimento della grafia - miglioramento dell'icona di Aggiornamento e Sicurezza |
| 10.0.14371                                     | Ramo veloce: 22 giugno 2016                                                                       | - Miglioramenti al software di attivazione delle edizioni Home e Pro ed alcune novità anche per gli account. |
| 10.0.14372                                     | Ramo veloce: 23 giugno 2016                                                                       | - Nuove estensioni per Microsoft Edge |
| 10.0.14376                                     | Ramo veloce: 28 giugno 2016                                                                       | - Introduce miglioramenti di problemi |
| 10.0.14379                                     | Ramo veloce: 30 giugno 2016                                                                       | - Introduce nuove app per gli sviluppatori Insider ad esempio Perfect workout, calc pro, WP per Windows e così via. |
| 10.0.14383                                     | Ramo veloce: 7 luglio 2016                                                                        | - Viene rimosso il watermark Insider Preview in vista della versione RTV |
| 10.0.14385                                     | Ramo veloce: 9 luglio 2016                                                                        | |
| 10.0.14388                                     | Ramo veloce: 12 luglio 2016                                                                       | |
| 10.0.14390                                     | Ramo veloce: 15 luglio 2016                                                                       | - Introduce un'estensione di Amazon per Microsoft Edge, oltre ai miglioramenti di problemi |
| 10.0.14393                                     | Ramo veloce: 18 luglio 2016 Ramo lento: 20 luglio 2016 Pubblicazione in anteprima: 27 luglio 2016 | - La build non introduce novità bensì la risoluzione di alcuni problemi in vista della versione RTM. |

| Aggiornamenti cumulativi di Windows 10 versione 1607 | Aggiornamenti cumulativi di Windows 10 versione 1607 | Aggiornamenti cumulativi di Windows 10 versione 1607                                              | Aggiornamenti cumulativi di Windows 10 versione 1607                      |
| Versione                                             | Knowledge base                                       | Data di pubblicazione                                                                             | Novità                                                                    |
| ---------------------------------------------------- | ---------------------------------------------------- | ------------------------------------------------------------------------------------------------- | ------------------------------------------------------------------------- |
| 10.0.14393                                           |                                                      | Ramo veloce: 18 luglio 2016 Ramo lento: 20 luglio 2016 Pubblicazione in anteprima: 28 luglio 2016 | - Miglioramento dell'affidabilità di Start, Cortana e Centro di controllo |
| 10.0.14393.10 Version 1607                           | KB3176929                                            | Tutti i rami: 2 agosto 2016                                                                       |                                                                           |
| 10.0.14393.51                                        | KB3176495                                            | Tutti i rami: 9 agosto 2016                                                                       |                                                                           |
| 10.0.14393.82                                        | KB3176934                                            | Ramo lento, pubblicazione in anteprima e uscita pubblica: 23 agosto 2016                          |                                                                           |
| 10.0.14393.105                                       | KB3176938                                            | Ramo lento, pubblicazione in anteprima e uscita pubblica: 31 agosto 2016                          |                                                                           |
| 10.0.14393.187                                       | KB3189866 KB3193494                                  | Ramo lento, pubblicazione in anteprima e uscita pubblica: 13 settembre 2016                       |                                                                           |
| 10.0.14393.189 *riedizione                           | KB3189866 KB3193494                                  | Ramo lento, pubblicazione in anteprima e uscita pubblica: 20 settembre 2016                       |                                                                           |
| 10.0.14393.222                                       | KB3194496                                            | Ramo lento, pubblicazione in anteprima e uscita pubblica: 29 settembre 2016                       |                                                                           |
| 10.0.14393.321                                       | KB3194798                                            | Pubblicazione in anteprima e uscita pubblica: 11 ottobre 2016                                     |                                                                           |
| 10.0.14393.351                                       | KB3197954                                            | Pubblicazione in anteprima e uscita pubblica: 27 ottobre 2016                                     |                                                                           |
| 10.0.14393.447                                       | KB3200970                                            | Pubblicazione in anteprima e uscita pubblica: 8 novembre 2016                                     |                                                                           |
| 10.0.14393.479                                       | KB3201845                                            | Pubblicazione in anteprima e uscita pubblica: 9 dicembre 2016                                     |                                                                           |
| 10.0.14393.576                                       | KB3206632                                            | Pubblicazione in anteprima e uscita pubblica: 13 dicembre 2016                                    |                                                                           |
| 10.0.14393.693                                       | KB3213986                                            | Pubblicazione in anteprima e uscita pubblica: 10 gennaio 2017                                     |                                                                           |
| 10.0.14393.726                                       | KB3216755                                            | Pubblicazione in anteprima e uscita pubblica: 26 gennaio 2017                                     |                                                                           |
| 10.0.14393.729                                       | KB4010672                                            | Pubblicazione in anteprima e uscita pubblica: 30 gennaio 2017                                     |                                                                           |
| 10.0.14393.953                                       | KB4013429                                            | Pubblicazione in anteprima e uscita pubblica: 14 marzo 2017                                       |                                                                           |
| 10.0.14393.969                                       | KB4015438                                            | Pubblicazione in anteprima e uscita pubblica: 20 marzo 2017                                       |                                                                           |
| 10.0.14393.970                                       | KB4016635                                            | Pubblicazione in anteprima e uscita pubblica: 22 marzo 2017                                       |                                                                           |
| 10.0.14393.1066                                      | KB4015217                                            | Uscita pubblica: 11 aprile 2017                                                                   |                                                                           |
| 10.0.14393.1198                                      | KB4019472                                            | Uscita pubblica: 9 maggio 2017                                                                    |                                                                           |
| 10.0.14393.1230                                      | KB4023680                                            | Uscita pubblica: 26 maggio 2017                                                                   |                                                                           |
| 10.0.14393.1358                                      | KB4022715                                            | Uscita pubblica: 13 giugno 2017                                                                   |                                                                           |
| 10.0.14393.1378                                      | KB4022723                                            | Uscita pubblica: 27 giugno 2017                                                                   |                                                                           |
| 10.0.14393.1480                                      | KB4025339                                            | Uscita pubblica: 11 luglio 2017                                                                   |                                                                           |
| 10.0.14393.1532                                      | KB4025334                                            | Uscita pubblica: 18 luglio 2017                                                                   |                                                                           |
| 10.0.14393.1537                                      | KB4038220                                            | Uscita pubblica: 7 agosto 2017                                                                    |                                                                           |
| 10.0.14393.1593                                      | KB4034658                                            | Uscita pubblica: 8 agosto 2017                                                                    |                                                                           |
| 10.0.14393.1613                                      | KB4034661                                            | Uscita pubblica: 16 agosto 2017                                                                   |                                                                           |
| 10.0.14393.1670                                      | KB4039396                                            | Uscita pubblica: 28 agosto 2017                                                                   |                                                                           |
| 10.0.14393.1715                                      | KB4038782                                            | Uscita pubblica: 12 settembre 2017                                                                |                                                                           |
| 10.0.14393.1737                                      | KB4038801                                            | Uscita pubblica: 25 settembre 2017                                                                |                                                                           |
| 10.0.14393.1770                                      | KB4041691                                            | Uscita pubblica: 10 ottobre 2017                                                                  |                                                                           |
| 10.0.14393.1794                                      | KB4041688                                            | Uscita pubblica: 17 ottobre 2017                                                                  |                                                                           |
| 10.0.14393.1797                                      | KB4052231                                            | Uscita pubblica: 2 novembre 2017                                                                  |                                                                           |
| 10.0.14393.1884                                      | KB4048953                                            | Uscita pubblica: 14 novembre 2017                                                                 |                                                                           |
| 10.0.14393.1914                                      | KB4051033                                            | Uscita pubblica: 27 novembre 2017                                                                 |                                                                           |
| 10.0.14393.1944                                      | KB4053579                                            | Uscita pubblica: 12 dicembre 2017                                                                 |                                                                           |
| 10.0.14393.2007                                      | KB4056890                                            | Uscita pubblica: 3 gennaio 2018                                                                   |                                                                           |
| 10.0.14393.2034                                      | KB4057142                                            | Uscita pubblica: 17 gennaio 2018                                                                  |                                                                           |
| 10.0.14393.2068                                      | KB4074590                                            | Uscita pubblica: 13 febbraio 2018                                                                 |                                                                           |
| 10.0.14393.2097                                      | KB4077525                                            | Uscita pubblica: 22 febbraio 2018                                                                 |                                                                           |
| 10.0.14393.2125                                      | KB4088787                                            | Uscita pubblica: 13 marzo 2018                                                                    |                                                                           |
| 10.0.14393.2155                                      | KB4088889                                            | Uscita pubblica: 22 marzo 2018                                                                    |                                                                           |
| 10.0.14393.2156                                      | KB4096309                                            | Uscita pubblica: 29 marzo 2018                                                                    |                                                                           |
| 10.0.14393.2189                                      | KB4093119                                            | Uscita pubblica: 10 aprile 2018                                                                   |                                                                           |
| 10.0.14393.2214                                      | KB4093120                                            | Uscita pubblica: 17 aprile 2018                                                                   |                                                                           |
| 10.0.14393.2248                                      | KB4103723                                            | Uscita pubblica: 8 maggio 2018                                                                    |                                                                           |
| 10.0.14393.2273                                      | KB4103720                                            | Uscita pubblica: 17 maggio 2018                                                                   |                                                                           |
| 10.0.14393.2312                                      | KB4284880                                            | Uscita pubblica: 12 giugno 2018                                                                   |                                                                           |
| 10.0.14393.2339                                      | KB4284833                                            | Uscita pubblica: 21 giugno 2018                                                                   |                                                                           |
| 10.0.14393.2363                                      | KB4338814                                            | Uscita pubblica: 10 luglio 2018                                                                   |                                                                           |
| 10.0.14393.2368                                      | KB4345418                                            | Uscita pubblica: 16 luglio 2018                                                                   |                                                                           |
| 10.0.14393.2395                                      | KB4338822                                            | Uscita pubblica: 24 luglio 2018                                                                   |                                                                           |
| 10.0.14393.2396                                      | KB4346877                                            | Uscita pubblica: 30 luglio 2018                                                                   |                                                                           |
| 10.0.14393.2430                                      | KB4343887                                            | Uscita pubblica: 14 agosto 2018                                                                   |                                                                           |
| 10.0.14393.2457                                      | KB4343884                                            | Uscita pubblica: 30 agosto 2018                                                                   |                                                                           |
| 10.0.14393.2485                                      | KB4457131                                            | Uscita pubblica: 11 settembre 2018                                                                |                                                                           |
| 10.0.14393.2517                                      | KB4457127                                            | Uscita pubblica: 20 settembre 2018                                                                |                                                                           |
| 10.0.14393.2551                                      | KB4462917                                            | Uscita pubblica: 9 ottobre 2018                                                                   |                                                                           |
| 10.0.14393.2580                                      | KB4462928                                            | Uscita pubblica: 18 ottobre 2018                                                                  |                                                                           |
| 10.0.14393.2608                                      | KB4467691                                            | Uscita pubblica: 13 novembre 2018                                                                 |                                                                           |
| 10.0.14393.2639                                      | KB4467684                                            | Uscita pubblica: 27 novembre 2018                                                                 |                                                                           |
| 10.0.14393.2665                                      | KB4471321                                            | Uscita pubblica: 11 dicembre 2018                                                                 |                                                                           |
| 10.0.14393.2670                                      | KB4483229                                            | Uscita pubblica: 19 dicembre 2018                                                                 |                                                                           |
| 10.0.14393.2724                                      | KB4480961                                            | Uscita pubblica: 8 gennaio 2019                                                                   |                                                                           |
| 10.0.14393.2791                                      | KB4487026                                            | Uscita pubblica: 12 febbraio 2019                                                                 |                                                                           |
| 10.0.14393.2828                                      | KB4487006                                            | Uscita pubblica: 19 febbraio 2019                                                                 |                                                                           |
| 10.0.14393.2848                                      | KB4489882                                            | Uscita pubblica: 12 marzo 2019                                                                    |                                                                           |
| 10.0.14393.2879                                      | KB4489889                                            | Uscita pubblica: 19 marzo 2019                                                                    |                                                                           |
| 10.0.14393.2906                                      | KB4493470                                            | Uscita pubblica: 9 aprile 2019                                                                    |                                                                           |

#### Versione 1703 (Creators Update)
Il Windows 10 Creators Update (conosciuto anche come versione 1703, nome in codice Redstone 2) è il terzo aggiornamento principale di Windows 10 e il secondo della serie Redstone. Porta il numero di build 10.0.15063. La prima anteprima è stata pubblicata agli Insider l'11 agosto 2016. La versione finale è stata resa disponibile per Windows Insider il 20 marzo 2017, seguita da una release pubblica il 5 aprile tramite l'Assistente per l'aggiornamento e il roll-out si avviò l'11 aprile.
| Build in anteprima di Windows 10 versione 1703 | Build in anteprima di Windows 10 versione 1703            | Build in anteprima di Windows 10 versione 1703 |
| Versione                                       | Data di pubblicazione                                     | Novità |
| ---------------------------------------------- | --------------------------------------------------------- | --- |
| 10.0.14901                                     | Ramo veloce: 11 agosto 2016                               | - Notifiche banner in Esplora file |
| 10.0.14905                                     | Ramo veloce: 17 agosto 2016                               | |
| 10.0.14915                                     | Ramo veloce: 31 agosto 2016                               | - Migliorati download di app e aggiornamenti |
| 10.0.14926                                     | Ramo veloce: 14 settembre 2016                            | - Funzione Snooze aggiunta a Microsoft Edge - Le app rimosse non verranno reinstallate dopo un aggiornamento - L'accesso con PIN accetta numeri indipendentemente dallo stato Bloc Num - Microsoft Edge ora può esportare i preferiti in un file HTML |
| 10.0.14931                                     | Ramo veloce: 21 settembre 2016 Ramo lento: 5 ottobre 2016 | - Aggiornamenti all'Hub Feedback - Aggiornamento alle mappe - Skype Preview supporta gli SMS e gli MMS - Supporto nativo per l'USB Audio 2.0 |
| 10.0.14936                                     | Ramo veloce: 28 settembre 2016                            | - Estensione "Turn off the lights" per Microsoft Edge - Estensione Tampermonkey per Microsoft Edge - Microsoft Personal Shopping Assistant per Microsoft Edge - Risolto un problema che impediva al Narratore di parlare continuamente dei progressi di una canzone - Risolto un problema in cui l'utilizzo del tasto Tab per navigare nell'app Impostazioni non funzionava - Risolto un problema che causava spesso un arresto anomalo di Explorer.exe per alcuni addetti ai lavori, in particolare per quelli con più switch di rete |
| 10.0.14942                                     | Ramo veloce: 7 ottobre 2016                               | - L'elenco delle app del menu Start può ora essere nascosto - L'app Foto è stata ridisegnata - Miglioramenti di precisione al touchpad - Le app preinstallate del sistema operativo rimarranno tali dopo un aggiornamento - Nuova icona di Windows Update - Gli host di servizio sono suddivisi in processi separati su PC con oltre 3,5 GB di RAM - La gamma di ore di attività è estesa a 18 ore - Navigazione Form field nell'assistente vocale |
| 10.0.14946                                     | Ramo veloce: 13 ottobre 2016                              | - Estesa personalizzazione delle gesture di precisione per touchpad - Impostazioni di timeout dello schermo separate quando si utilizza Continuum per telefono - Aggiornata la pagina delle impostazioni Wi-Fi |
| 10.0.14951                                     | Ramo veloce: 19 ottobre 2016                              | - Miglioramenti per Windows Ink - Windows Ink disponibile per Foto - Ridisegnata l'interfaccia della Fotocamera - L'attivazione della Modalità sviluppatore non richiede più un riavvio - Miglioramenti al Narratore - Windows Subsystem for Linux aggiornato a Ubuntu 16.04 Xenial Xerus |
| 10.0.14955                                     | Ramo veloce: 25 ottobre 2016                              | - Consapevolezza del contesto in Narratore - Aggiornamenti di Outlook Mail e Calendario |
| 10.0.14959                                     | Ramo veloce: 3 novembre 2016                              | - Supporto per il ridimensionamento per macchine virtuali |
| 10.0.14965                                     | Ramo veloce: 9 novembre 2016 Ramo lento: 16 novembre 2016 | - Aggiornamento di Sticky Notes - Miglioramenti di Windows Ink Workspace - Barra degli indirizzi migliorata nell'Editor del Registro di sistema |
| 10.0.14971                                     | Ramo veloce: 17 novembre 2016                             | - Supporto per l'estensione file EPUB per Microsoft Edge - È possibile abilitare la lettura dei libri EPUB in Microsoft Edge. - Questa build include una nuova app per la versione in anteprima di Paint chiamata 'Paint 3D Preview' - Sostituzione del prompt dei comandi con PowerShell nel menu File Win + X. - Esperienza di digitazione migliorata con metodi di input cinesi e giapponesi. - Scarica l'app di Office aggiornata alla versione 2.0 |
| 10.0.14986                                     | Ramo veloce: 7 dicembre 2016 Ramo lento: 14 dicembre 2016 | - Cortana ora può spegnere, riavviare o modificare il volume di sistema con i comandi vocali - Aggiunto riconoscimento musicale Cortana per utenti cinesi - Modalità schermo intero disponibile per Cortana - Stampa cloud aziendale - Windows Game Bar ha il supporto a schermo intero per alcuni giochi. - Nuove aggiunte a Windows Ink come la ripresa di schizzi precedenti della schermata, l'aggiornamento delle immagini a comparsa di Ink e un controllo più preciso sulla rotazione dei righelli. - Tecnologia di rendering aggiornata. - Miglioramenti al Narratore. - Nuova dashboard di Windows Defender. - Miglioramenti apportati al Registro di sistema che consentono di modificare i caratteri. - Esperienza di aggiornamento migliorata che consente di controllare quando installare un aggiornamento e abilitare la liberazione di spazio durante l'aggiornamento. - Miglioramento dell'esperienza Windows 10 in Asia con miglioramenti IME in cinese e giapponese, nuovo menu di scelta rapida per IME, modalità Line per la scrittura a mano cinese (semplificata), ecc.                   |
| 10.0.15002                                     | Ramo veloce: 9 gennaio 2017                               | - Il ridimensionamento delle finestre ora dovrebbe essere più agevole - Barra d'anteprima della scheda Microsoft Edge - Funzionalità "Metti da parte" per le schede Microsoft Edge, - Jump List per Microsoft Edge, che consente agli utenti di aprire una nuova finestra dalla barra delle applicazioni - Microsoft Edge ora blocca il contenuto Flash non affidabile fino a quando l'utente sceglie di riprodurlo - Supporto API di richiesta di pagamento per Microsoft Edge - Cartelle affiancate aggiunte al menu Start - Condivisione Windows riprogettata - Win + Shift + S cattura ora una regione dello schermo e la salva negli appunti - Migliorato il supporto DPI avanzato per le app desktop - Miglioramenti al posizionamento e al ridimensionamento delle icone del desktop - Accesso VPN semplificato e più veloce - Migliorata la finestra di dialogo di accesso per le app - Esperienza di notifica migliorata - Miglioramenti di Windows Defender * Miglioramenti dell'app impostazioni - I BSOD di Windows Insider ora sono verdi - Aggiunte opzioni di ricorrenza per i promemoria Cortana |
| 10.0.15007                                     | Ramo veloce: 12 gennaio 2017                              | - Miglioramenti a Microsoft Edge - Bandiera arcobaleno aggiunta alla tastiera delle emoji - Nuovi API del Bluetooth |
| 10.0.15014                                     | Ramo veloce: 19 gennaio 2017                              | - Impostazioni Wi-Fi unite nella sezione Servizi Wi-Fi nell'app Impostazioni - Tonalità più chiara per la casella di ricerca Cortana - Testo più ampio nelle notifiche per Cortana - Le notifiche Cortana ora usano il colore dell'accento - Colori d'accento personalizzati - *Slider power aggiunto al taskbar power flyout |
| 10.0.15019                                     | Ramo veloce: 27 gennaio 2017                              | - Funzionalità di streaming via cavo aggiunta alla barra di gioco di Windows - Sezione giochi aggiunta all'app Impostazioni - Modalità di gioco aggiunta alla barra di gioco di Windows - Migliorato il supporto a schermo intero per la barra di gioco di Windows - Leggi ad alta voce aggiunto a Microsoft Edge - Microsoft Edge ora mostra le emoji a colori e aggiornate - Aggiornamenti di Windows Out-Of-Box-Experience (OOBE) - Luce blu ribattezzata Luce notturna - Il ridimensionamento di una finestra della macchina virtuale Hyper-V ora modifica la risoluzione del sistema operativo guest - Avanzamento del download di Windows Store aggiunto al Centro operativo - Risoluzione dei problemi spostati nell'app Impostazioni |
| 10.0.15025                                     | Ramo veloce: 1º febbraio 2017                             | - Supporto braille per il Narratore - Supporto all'audio mono - Collezioni aggiunto all'Hub di Feedback - Aumentato l'intervallo di temperatura della luce notturna |
| 10.0.15031                                     | Ramo veloce: 8 febbraio 2017                              | - Nuova finestra Overlay compatta - Blocco dinamico aggiunto alle opzioni di accesso - Nuova icona Condividi - Migliorato il supporto a schermo intero per la barra di gioco di Windows |
| 10.0.15042                                     | Ramo veloce: 24 febbraio 2017                             | - New Windows OOBE Cortana animation - Flash improvements for Microsoft Edge - Reading improvements for Microsoft Edge |
| 10.0.15046                                     | Ramo veloce: 28 febbraio 2017                             | - Ripristinato il colore della Home di Cortana sulla barra delle applicazioni - Miglioramenti a Windows Defender - Traduzioni migliorate - Icona delle impostazioni di gioco aggiornata - Nuovo controllo di installazione dell'applicazione |
| 10.0.15048                                     | Ramo veloce: 3 marzo 2017 Ramo lento: 8 marzo 2017        | |
| 10.0.15055                                     | Ramo veloce: March 10, 2017                               | |
| 10.0.15058                                     | Ramo veloce: 14 marzo 2017 Ramo lento: 17 marzo 2017      | |
| 10.0.15060                                     | Ramo veloce: 16 marzo 2017                                | |
| 10.0.15061                                     | Ramo veloce: 17 marzo 2017                                | |

| Aggiornamenti qualitativi per Windows 10 versione 1703 | Aggiornamenti qualitativi per Windows 10 versione 1703 | Aggiornamenti qualitativi per Windows 10 versione 1703                                                                                           | Aggiornamenti qualitativi per Windows 10 versione 1703 |
| Versione                                               | Knowledge base                                         | Data di pubblicazione | Novità                                                 |
| ------------------------------------------------------ | ------------------------------------------------------ | --- | ------------------------------------------------------ |
| 10.0.15063                                             |                                                        | Ramo veloce: 20 marzo 2017 Ramo lento: 23 marzo 2017 Pubblicazione in anteprima: 30 marzo 2017                                                   |                                                        |
| 10.0.15063.11                                          |                                                        | Ramo veloce, lento e pubblicazione in anteprima: 1º aprile 2017                                                                                  |                                                        |
| 10.0.15063.13 Versione 1703                            | KB4016251                                              | Ramo lento e pubblicazione in anteprima: 3 aprile 2017 Uscita pubblica: 5 aprile 2017 (Download manuale) 11 aprile 2017 (Disponibilità generale) |                                                        |
| 10.0.15063.14                                          |                                                        | Ramo veloce: 3 aprile 2017 Ramo lento e pubblicazione in anteprima: 5 aprile 2017                                                                |                                                        |
| 10.0.15063.138                                         | KB4015583                                              | Ramo lento, pubblicazione in anteprima e uscita pubblica: 11 aprile 2017                                                                         |                                                        |
| 10.0.15063.250                                         | KB4016240                                              | Ramo lento, pubblicazione in anteprima e uscita pubblica: 25 aprile 2017                                                                         |                                                        |
| 10.0.15063.296                                         | KB4016871                                              | Ramo lento, pubblicazione in anteprima e uscita pubblica: 9 maggio 2017                                                                          |                                                        |
| 10.0.15063.332                                         | KB4020102                                              | Ramo lento, pubblicazione in anteprima e uscita pubblica: 25 maggio 2017                                                                         |                                                        |
| 10.0.15063.413                                         | KB4022725                                              | Ramo lento, pubblicazione in anteprima e uscita pubblica: 13 giugno 2017                                                                         |                                                        |
| 10.0.15063.447                                         | KB4022716                                              | Ramo lento, pubblicazione in anteprima e uscita pubblica: 27 giugno 2017                                                                         |                                                        |
| 10.0.15063.448                                         | KB4034450                                              | Ramo lento: 5 luglio 2017 |                                                        |
| 10.0.15063.483                                         | KB4025342                                              | Pubblicazione in anteprima e uscita pubblica 11 luglio 2017                                                                                      |                                                        |
| 10.0.15063.502                                         | KB4032188                                              | Pubblicazione in anteprima e uscita pubblica 31 luglio 2017                                                                                      |                                                        |
| 10.0.15063.540                                         | KB4034674                                              | Pubblicazione in anteprima e uscita pubblica 8 agosto 2017                                                                                       |                                                        |
| 10.0.15063.608                                         | KB4038788                                              | Pubblicazione in anteprima e uscita pubblica 12 settembre 2017                                                                                   |                                                        |
| 10.0.15063.632                                         | KB4040724                                              | Pubblicazione in anteprima e uscita pubblica 25 settembre 2017                                                                                   |                                                        |
| 10.0.15063.674                                         | KB4041676                                              | Uscita pubblica: 10 ottobre 2017 |                                                        |
| 10.0.15063.675                                         | KB4049370                                              | Uscita pubblica: 2 novembre 2017 |                                                        |
| 10.0.15063.726                                         | KB4048954                                              | Uscita pubblica: 14 novembre 2017 |                                                        |
| 10.0.15063.729                                         | KB4055254                                              | Uscita pubblica: 22 novembre 2017 |                                                        |
| 10.0.15063.786                                         | KB4053580                                              | Uscita pubblica: 12 dicembre 2017 |                                                        |
| 10.0.15063.850                                         | KB4056891                                              | Uscita pubblica: 3 gennaio 2018 |                                                        |
| 10.0.15063.877                                         | KB4057144                                              | Uscita pubblica: 17 gennaio 2018 |                                                        |
| 10.0.15063.909                                         | KB4074592                                              | Uscita pubblica: 13 febbraio 2018 |                                                        |
| 10.0.15063.936                                         | KB4077528                                              | Uscita pubblica: 22 febbraio 2018 |                                                        |
| 10.0.15063.936                                         | KB4092077                                              | Uscita pubblica: 8 marzo 2018 |                                                        |
| 10.0.15063.966                                         | KB4088782                                              | Uscita pubblica: 13 marzo 2018 |                                                        |
| 10.0.15063.994                                         | KB4088891                                              | Uscita pubblica: 22 marzo 2018 |                                                        |
| 10.0.15063.1029                                        | KB4093107                                              | Uscita pubblica: 10 aprile 2018 |                                                        |
| 10.0.15063.1058                                        | KB4093117                                              | Uscita pubblica: 17 aprile 2018 |                                                        |
| 10.0.15063.1088                                        | KB4103731                                              | Uscita pubblica: 8 maggio 2018 |                                                        |
| 10.0.15063.1112                                        | KB4103722                                              | Uscita pubblica: 17 maggio 2018 |                                                        |
| 10.0.15063.1155                                        | KB4284874                                              | Uscita pubblica: 12 giugno 2018 |                                                        |
| 10.0.15063.1182                                        | KB4284830                                              | Uscita pubblica: 21 giugno 2018 |                                                        |
| 10.0.15063.1182                                        | KB4338826                                              | Uscita pubblica: 10 luglio 2018 |                                                        |
| 10.0.15063.1209                                        | KB4345419                                              | Uscita pubblica: 16 luglio 2018 |                                                        |
| 10.0.15063.1235                                        | KB4338827                                              | Uscita pubblica: 24 luglio 2018 |                                                        |
| 10.0.15063.1266                                        | KB4343885                                              | Uscita pubblica: 14 agosto 2018 |                                                        |
| 10.0.15063.1292                                        | KB4343889                                              | Uscita pubblica: 30 agosto 2018 |                                                        |
| 10.0.15063.1324                                        | KB4457138                                              | Uscita pubblica: 11 settembre 2018 |                                                        |
| 10.0.15063.1358                                        | KB4457141                                              | Uscita pubblica: 20 settembre 2018 |                                                        |
| 10.0.15063.1387                                        | KB4462937                                              | Uscita pubblica: 9 ottobre 2018 |                                                        |
| 10.0.15063.1418                                        | KB4462939                                              | Uscita pubblica: 18 ottobre 2018 |                                                        |
| 10.0.15063.1446                                        | KB4467696                                              | Uscita pubblica: 13 novembre 2018 |                                                        |
| 10.0.15063.1478                                        | KB4467699                                              | Uscita pubblica: 27 novembre 2018 |                                                        |
| 10.0.15063.1506                                        | KB4471327                                              | Uscita pubblica: 11 dicembre 2018 |                                                        |
| 10.0.15063.1508                                        | KB4483230                                              | Uscita pubblica: 19 dicembre 2018 |                                                        |
| 10.0.15063.1563                                        | KB4480973                                              | Uscita pubblica: 8 gennaio 2019 |                                                        |
| 10.0.15063.1596                                        | KB4480959                                              | Uscita pubblica: 15 gennaio 2019 |                                                        |
| 10.0.15063.1631                                        | KB4487020                                              | Uscita pubblica: 12 febbraio 2019 |                                                        |
| 10.0.15063.1659                                        | KB4487011                                              | Uscita pubblica: 19 febbraio 2019 |                                                        |
| 10.0.15063.1689                                        | KB4489871                                              | Uscita pubblica: 12 marzo 2019 |                                                        |
| 10.0.15063.1716                                        | KB4489888                                              | Uscita pubblica: 19 marzo 2019 |                                                        |
| 10.0.15063.1747                                        | KB4493474                                              | Uscita pubblica: 9 aprile 2019 |                                                        |

#### Versione 1709 (Fall Creators Update)
Il Windows 10 Fall Creators Update, (conosciuto anche come versione 1709 e nome in codice Redstone 3) è il quarto aggiornamento principale di Windows 10 e il terzo con il nome in codice Redstone. Porta il numero build 10.0.16299. La prima anteprima è stata pubblicata ad Insiders il 7 aprile 2017. La versione finale è stata resa disponibile per Windows Insider il 26 settembre 2017, prima di essere pubblicata al pubblico il 17 ottobre.
| Build in anteprima di Windows 10 versione 1709 | Build in anteprima di Windows 10 versione 1709               | Build in anteprima di Windows 10 versione 1709 |
| Versione                                       | Data di pubblicazione                                        | Novità |
| ---------------------------------------------- | ------------------------------------------------------------ | --- |
| 10.0.16170                                     | Ramo veloce: 7 aprile 2017                                   | - Aggiornamento dell'icona di condivisione in Esplora file nella scheda Condividi per abbinare la nuova iconografia della condivisione - Disattivando il programma di illuminazione notturna in Impostazioni, la luce notturna si spegne immediatamente |
| 10.0.16176                                     | Ramo veloce: 14 aprile 2017                                  | - Windows Subsystem for Linux ottiene il supporto per dispositivi seriali |
| 10.0.16179                                     | Ramo veloce: 19 aprile 2017                                  | - Aggiunta la possibilità di ripristinare le macchine virtuali - Nuova funzione Power Throttling |
| 10.0.16184                                     | Ramo veloce: 28 aprile 2017                                  | - Aggiunto My People - Nuova esperienza per gli account Gmail nell'app Mail e Calendar |
| 10.0.16188                                     | Ramo veloce: 4 maggio 2017                                   | - Nuove funzionalità nel lettore PDF di Microsoft Edge - Aggiunto Windows Defender Application Guard per Microsoft Edge in Enterprise Edition - Nuova icona Ninjacat per il programma Windows Insider nell'app Impostazioni - Le impostazioni di Cortana sono state spostate in Impostazioni - Aggiornata la pagina delle impostazioni della lente di ingrandimento - Sostituita la finestra di dialogo di Windows Update con notifica del toast |
| 10.0.16193                                     | Ramo veloce: 11 maggio 2017                                  | - Nome colonna modificato per Power Throttling in Task Manager - Aggiunto supporto per le app UWP in Volume Mixer |
| 10.0.16199                                     | Ramo veloce: 17 maggio 2017                                  | - Nuove funzioni nell'app Le mie persone e Impostazioni - Aggiornamenti per Narratore - Aggiunte le notifiche di chiamata in entrata cross-device con Cortana |
| 10.0.16212 *revocata                           | Tutti i rami: 1º giugno 2017                                 | |
| 10.0.16215                                     | Ramo veloce: 8 giugno 2017                                   | - Fluent Design in Start e Action Center - Miglioramenti a Microsoft Edge, Cortana, tastiera hardware, Shell, app Impostazioni, strumenti per sviluppatori, facilità di accesso, font giapponese, giapponese e cinese Input Method Editor - Nuovo pannello per la scrittura a mano XAML e tastiera touch |
| 10.0.16226                                     | Ramo veloce: 21 giugno 2017                                  | - Nuove funzionalità e miglioramenti in Microsoft Edge - Nuovo convertitore di valuta in app Calcolatrice - Supporto Emoji 5.0 e aggiornamenti al pannello emoji - Miglioramenti al tocco di tastiera, pannello di scrittura a mano, Windows Sonic, giochi, app Impostazioni, Shell, facilità di accesso, professionisti IT e editor metodo di immissione giapponese                                                                             |
| 10.0.16232                                     | Ramo veloce: 28 giugno 2017 Ramo lento: 7 luglio 2017        | - Miglioramenti a Windows Defender Application Guard - Nuova protezione da exploit e accesso controllato alle cartelle in Windows Defender Security Center |
| 10.0.16232.1004                                | Ramo veloce: 6 luglio 2017                                   | |
| 10.0.16237                                     | Ramo veloce: 7 luglio 2017                                   | - Miglioramenti a Microsoft Edge, Windows Shell, Input, PC Gaming, Task Manager e Hyper-V |
| 10.0.16241                                     | Ramo veloce: 13 luglio 2017                                  | - Miglioramenti a Windows Shell, PC Gaming, Task Manager, Realtà mista e Ottimizzazione della consegna |
| 10.0.16251                                     | Ramo veloce: 26 luglio 2017 Ramo lento: 2 agosto 2017        | - Nuove funzionalità di collegamento del telefono - Miglioramenti a Cortana, esperienza di avvio, input, Microsoft Edge e PC Gaming |
| 10.0.16257                                     | Ramo veloce: 2 agosto 2017                                   | - Nuove funzioni di controllo degli occhi - Miglioramenti a Microsoft Edge, Console, input e Windows Defender Application Guard |
| 10.0.16273                                     | Ramo veloce: 23 agosto 2017                                  | - Nuovo carattere: Bahnschrift - Miglioramenti a Windows Shell, Microsoft Edge e input |
| 10.0.16275                                     | Ramo veloce: 25 agosto 2017                                  | |
| 10.0.16278                                     | Ramo veloce: 29 agosto 2017 Ramo lento: 1º settembre 2017    | |
| 10.0.16281                                     | Ramo veloce: 1º settembre 2017                               | |
| 10.0.16288                                     | Ramo veloce: 12 settembre 2017 Ramo lento: 15 settembre 2017 | |
| 10.0.16291                                     | Ramo veloce: 19 settembre 2017 Ramo lento: 22 settembre 2017 | - Nuova funzione di ripresa in Cortana |
| 10.0.16294                                     | Ramo veloce: 20 settembre 2017                               | |
| 10.0.16296                                     | Ramo veloce: 22 settembre 2017 Ramo lento: 26 settembre 2017 | |
| 10.0.16299                                     | Ramo veloce: 26 settembre 2017 Ramo lento: 28 settembre 2017 | |

| Aggiornamenti cumulativi di Windows 10 versione 1709 | Aggiornamenti cumulativi di Windows 10 versione 1709 | Aggiornamenti cumulativi di Windows 10 versione 1709                                               | Aggiornamenti cumulativi di Windows 10 versione 1709 |
| Versione                                             | Knowledge base                                       | Data di pubblicazione                                                                              | Novità                                               |
| ---------------------------------------------------- | ---------------------------------------------------- | -------------------------------------------------------------------------------------------------- | ---------------------------------------------------- |
| 10.0.16299.15                                        |                                                      | Ramo veloce: 2 ottobre 2017 Ramo lento: 4 ottobre 2017 Pubblicazione in anteprima: 10 ottobre 2017 |                                                      |
| 10.0.16299.19 Version 1709                           | KB4043961                                            | Ramo lento e pubblicazione in anteprima: 13 ottobre 2017 Uscita pubblica: 17 ottobre 2017          |                                                      |
| 10.0.16299.64                                        | KB4048955                                            | Pubblicazione in anteprima e uscita pubblica: 14 novembre 2017                                     |                                                      |
| 10.0.16299.98                                        | KB4051963                                            | Pubblicazione in anteprima e uscita pubblica: 30 novembre 2017                                     |                                                      |
| 10.0.16299.125                                       | KB4054517                                            | Pubblicazione in anteprima e uscita pubblica: 12 dicembre 2017                                     |                                                      |
| 10.0.16299.192                                       | KB4056892                                            | Pubblicazione in anteprima e uscita pubblica: 3 gennaio 2018                                       |                                                      |
| 10.0.16299.201                                       | KB4073291                                            | Pubblicazione in anteprima e uscita pubblica: 18 gennaio 2018                                      |                                                      |
| 10.0.16299.214                                       | KB4058258                                            | Pubblicazione in anteprima e uscita pubblica: 31 gennaio 2018                                      |                                                      |
| 10.0.16299.248                                       | KB4074588                                            | Pubblicazione in anteprima e uscita pubblicae: 13 febbraio 2018                                    |                                                      |
| 10.0.16299.251                                       | KB4090913                                            | Pubblicazione in anteprima e uscita pubblica: 5 marzo 2018                                         |                                                      |
| 10.0.16299.309                                       | KB4088776                                            | Pubblicazione in anteprima e uscita pubblica: 13 marzo 2018                                        |                                                      |
| 10.0.16299.334                                       | KB4089848                                            | Pubblicazione in anteprima e uscita pubblica: 22 marzo 2018                                        |                                                      |
| 10.0.16299.371                                       | KB4093112                                            | Uscita pubblica: 10 aprile 2018                                                                    |                                                      |
| 10.0.16299.402                                       | KB4093105                                            | Uscita pubblica: 23 aprile 2018                                                                    |                                                      |
| 10.0.16299.431                                       | KB4103727                                            | Uscita pubblica: 8 maggio 2018                                                                     |                                                      |
| 10.0.16299.461                                       | KB4103714                                            | Uscita pubblica: 21 maggio 2018                                                                    |                                                      |
| 10.0.16299.492                                       | KB4284819                                            | Uscita pubblica: 12 giugno 2018                                                                    |                                                      |
| 10.0.16299.522                                       | KB4284822                                            | Uscita pubblica: 21 giugno 2018                                                                    |                                                      |
| 10.0.16299.547                                       | KB4338825                                            | Uscita pubblica: 10 luglio 2018                                                                    |                                                      |
| 10.0.16299.551                                       | KB4345420                                            | Uscita pubblica: 16 luglio 2018                                                                    |                                                      |
| 10.0.16299.579                                       | KB4338817                                            | Uscita pubblica: 24 luglio 2018                                                                    |                                                      |
| 10.0.16299.611                                       | KB4343897                                            | Uscita pubblica: 14 agosto 2018                                                                    |                                                      |
| 10.0.16299.637                                       | KB4343893                                            | Uscita pubblica: 30 agosto 2018                                                                    |                                                      |
| 10.0.16299.665                                       | KB4457142                                            | Uscita pubblica: 11 settembre 2018                                                                 |                                                      |
| 10.0.16299.666                                       | KB4464217                                            | Uscita pubblica: 17 settembre 2018                                                                 |                                                      |
| 10.0.16299.699                                       | KB4457136                                            | Uscita pubblica: 26 settembre 2018                                                                 |                                                      |
| 10.0.16299.726                                       | KB4462918                                            | Uscita pubblica: 9 ottobre 2018                                                                    |                                                      |
| 10.0.16299.755                                       | KB4462932                                            | Uscita pubblica: 18 ottobre 2018                                                                   |                                                      |
| 10.0.16299.785                                       | KB4467686                                            | Uscita pubblica: 13 novembre 2018                                                                  |                                                      |
| 10.0.16299.820                                       | KB4467681                                            | Uscita pubblica: 27 novembre 2018                                                                  |                                                      |
| 10.0.16299.846                                       | KB4471329                                            | Uscita pubblica: 11 dicembre 2018                                                                  |                                                      |
| 10.0.16299.847                                       | KB4483232                                            | Uscita pubblica: 19 dicembre 2018                                                                  |                                                      |
| 10.0.16299.904                                       | KB4480978                                            | Uscita pubblica: 8 gennaio 2019                                                                    |                                                      |
| 10.0.16299.936                                       | KB4480967                                            | Uscita pubblica: 15 gennaio 2019                                                                   |                                                      |
| 10.0.16299.967                                       | KB4486996                                            | Uscita pubblica: 12 febbraio 2019                                                                  |                                                      |
| 10.0.16299.1004                                      | KB4487021                                            | Uscita pubblica: 19 febbraio 2019                                                                  |                                                      |
| 10.0.16299.1029                                      | KB4489886                                            | Uscita pubblica: 12 marzo 2019                                                                     |                                                      |
| 10.0.16299.1059                                      | KB4489890                                            | Uscita pubblica: 19 marzo 2019                                                                     |                                                      |
| 10.0.16299.1087                                      | KB4493441                                            | Uscita pubblica: 9 aprile 2019                                                                     |                                                      |

#### Versione 1803 (April 2018 Update)
Il Windows 10 April 2018 Update (conosciuto anche come versione 1803, nome in codice "Redstone 4") è il quinto aggiornamento principale di Windows 10 e il quarto di una serie di aggiornamenti con i nomi in codice Redstone. Porta il numero di build 10.0.17134. La prima anteprima è stata pubblicata a Insiders il 31 agosto 2017. La versione finale è stata resa disponibile per Windows Insiders il 16 aprile 2018, seguita da una versione pubblica il 30 aprile e ha iniziato a essere pubblicata l'8 maggio.
| Build in anteprima della versione di Windows 10 versione 1803 | Build in anteprima della versione di Windows 10 versione 1803                                       | Build in anteprima della versione di Windows 10 versione 1803 |
| Versione                                                      | Data di pubblicazione                                                                               | Novità |
| ------------------------------------------------------------- | --------------------------------------------------------------------------------------------------- | --- |
| 10.0.16353                                                    | Passa alla prossima versione di Windows: 31 agosto 2017                                             | - Introduce il gesto di scorrimento con due dita per eliminare tutte le notifiche del centro di azione |
| 10.0.16362                                                    | Passa alla prossima versione di Windows: 13 settembre 2017                                          | - Miglioramenti all'esperienza di avvio, narratore, shell di Windows, Microsoft Edge, giochi e input |
| 10.0.17004                                                    | Passa alla prossima versione di Windows: 27 settembre 2017                                          | - Elementi Fluent Design in Start - Rimozione delle tecnologie di transizione IPv6 (6in4, 6to4, Teredo, ISATAP, ecc.) - Miglioramenti a Microsoft Edge e input |
| 10.0.17017                                                    | Passa alla prossima versione di Windows e ramo veloce: 13 ottobre 2017                              | - Nuova funzionalità Collezioni Cortana - Esperienza migliorata tra Cortana e Action Center - Nuove impostazioni di avvio nell'app Impostazioni |
| 10.0.17025                                                    | Passa alla prossima versione di Windows e ramo veloce: 25 ottobre 2017 Ramo lento: 1º novembre 2017 | - Nuove impostazioni di accesso facilitato - Opzioni aggiornate per le attività di avvio - Font Microsoft Yahei aggiornato |
| 10.0.17035                                                    | Passa alla prossima versione di Windows e ramo veloce: 8 novembre 2017                              | - Nuova funzione di condivisione vicina - Suggerimenti di testo per la tastiera hardware - Miglioramenti a Microsoft Edge, app Impostazioni, tastiera touch, pannello per la scrittura a mano e Input Method Editor giapponese |
| 10.0.17040                                                    | Passa alla prossima versione di Windows e ramo veloce: 16 novembre 2017                             | - Miglioramenti all'app Impostazioni, tocco tastiera e pannello di scrittura a mano |
| 10.0.17046                                                    | Passa alla prossima versione di Windows e ramo veloce: 22 novembre 2017                             | - Miglioramenti a Microsoft Edge, Windows Shell e input |
| 10.0.17063                                                    | Passa alla prossima versione di Windows e ramo veloce: 19 dicembre 2017                             | - Nuova funzione Timeline - Miglioramenti a Microsoft Edge, Cortana, Windows Shell, My People, app Impostazioni, Windows Defender, Windows Subsystem for Linux, impostazioni della privacy della telecamera e input - Nuovi strumenti di sviluppo - Nuove funzionalità per i professionisti IT nell'ottimizzazione delle consegne - Nuove funzionalità dello strumento di snipping - Supporto Windows HomeGroup rimosso |
| 10.0.17074                                                    | Passa alla prossima versione di Windows e ramo veloce: 11 gennaio 2018                              | - Localizzazione di Windows ridisegnata - Miglioramenti a Microsoft Edge, Windows Shell, app Impostazioni, input, XAML e Cortana - Aggiornamenti per il riconoscimento della grafia |
| 10.0.17074.1002                                               | Passa alla prossima versione di Windows e ramo veloce: 18 gennaio 2018 Ramo lento: 19 gennaio 2018  | |
| 10.0.17083                                                    | Passa alla prossima versione di Windows e ramo veloce: 24 gennaio 2018                              | - Nuove impostazioni dei caratteri - Miglioramenti ai dati diagnostici, Timeline, shell di Windows, app Impostazioni, piattaforma Hypervisor, facilità di accesso e impostazioni delle autorizzazioni delle app |
| 10.0.17093                                                    | Passa alla prossima versione di Windows e ramo veloce: 7 febbraio 2018                              | - Miglioramenti a Game Bar, grafica, controllo visivo, protezione di Windows, Bluetooth, Microsoft Edge, input, impostazioni permessi app, Windows Subsystem for Linux e facilità di accesso |
| 10.0.17101                                                    | Ramo veloce: 14 febbraio 2018                                                                       | - Miglioramenti alle autorizzazioni di input e app - Nuove funzionalità per Windows 10 Pro per workstation - Nuovo schema di potenza per prestazioni eccellenti - Miglioramenti a out-of-box experience per le applicazioni |
| 10.0.17107                                                    | Ramo veloce: 23 febbraio 2018                                                                       | - Miglioramenti a Windows Update |
| 10.0.17110                                                    | Ramo veloce: 27 febbraio 2018                                                                       | - Miglioramenti per gli utenti enterprise |
| 10.0.17112                                                    | Ramo veloce: 2 marzo 2018                                                                           | |
| 10.0.17115                                                    | Ramo veloce: 6 marzo 2018 Ramo lento: 9 marzo 2018                                                  | - Nuovo layout delle impostazioni di privacy durante la configurazione |
| 10.0.17120                                                    | Ramo veloce: 13 marzo 2018 Ramo lento: 16 marzo 2018                                                | - Miglioramenti a Windows Defender Application Guard |
| 10.0.17123                                                    | Ramo veloce: 16 marzo 2018                                                                          | - Aggiunto supporto per l'High Efficiency Image File Format (HEIF) |
| 10.0.17127                                                    | Ramo veloce: 20 marzo 2018 Ramo lento: 23 marzo 2018                                                | - Miglioramenti per Cortana |
| 10.0.17128                                                    | Ramo veloce: 23 marzo 2018                                                                          | - New Cortana Show Me app |
| 10.0.17133                                                    | Ramo veloce: 27 marzo 2018 Ramo lento: 30 marzo 2018 Uscita in anteprima: 5 aprile 2018             | |
| 10.0.17133.73                                                 | Fast, slow ring e uscita in anteprima: 10 aprile 2018                                               | |

| Aggiornamenti cumulativi di Windows 10 versione 1803 | Aggiornamenti cumulativi di Windows 10 versione 1803 | Aggiornamenti cumulativi di Windows 10 versione 1803                                                       | Aggiornamenti cumulativi di Windows 10 versione 1803 |
| Versione                                             | Knowledge base                                       | Data di pubblicazione                                                                                      | Novità                                               |
| ---------------------------------------------------- | ---------------------------------------------------- | --- | ---------------------------------------------------- |
| 10.0.17134.1 Versione 1803                           |                                                      | Ramo veloce: 16 aprile 2018 Ramo lento e uscita in anteprima: 20 aprile 2018 Pubblicazione: 30 aprile 2018 |                                                      |
| 10.0.17134.5                                         | KB4135051                                            | Ramo veloce, lento e uscita in anteprima: 27 aprile 2018                                                   |                                                      |
| 10.0.17134.48                                        | KB4103721                                            | Ramo lento, uscita in anteprima e pubblicazione: 8 maggio 2018                                             |                                                      |
| 10.0.17134.81                                        | KB4100403                                            | Ramo lento, uscita in anteprima e pubblicazione: 23 maggio 2018                                            |                                                      |
| 10.0.17134.83                                        | KB4338548                                            | Ramo lento, uscita in anteprima e pubblicazione: 5 giugno 2018                                             |                                                      |
| 10.0.17134.112                                       | KB4284835                                            | Ramo lento, uscita in anteprima e pubblicazione: 12 giugno 2018                                            |                                                      |
| 10.0.17134.137                                       | KB4284848                                            | Ramo lento, uscita in anteprima e pubblicazione: 26 giugno 2018                                            |                                                      |
| 10.0.17134.165                                       | KB4338819                                            | Uscita in anteprima e pubblicazione: 10 luglio 2018                                                        |                                                      |
| 10.0.17134.167                                       | KB4345421                                            | Uscita in anteprima e pubblicazione: 16 luglio 2018                                                        |                                                      |
| 10.0.17134.191                                       | KB4340917                                            | Uscita in anteprima e pubblicazione: 24 luglio 2018                                                        |                                                      |
| 10.0.17134.228                                       | KB4343909                                            | Uscita in anteprima e pubblicazione: 14 agosto 2018                                                        |                                                      |
| 10.0.17134.254                                       | KB4346783                                            | Uscita in anteprima e pubblicazione: 30 agosto 2018                                                        |                                                      |
| 10.0.17134.285                                       | KB4457128                                            | Uscita in anteprima e pubblicazione: 11 settembre 2018                                                     |                                                      |
| 10.0.17134.286                                       | KB4464218                                            | Uscita in anteprima e pubblicazione: 17 settembre 2018                                                     |                                                      |
| 10.0.17134.320                                       | KB4458469                                            | Uscita in anteprima e pubblicazione: 26 settembre 2018                                                     |                                                      |
| 10.0.17134.345                                       | KB4462919                                            | Pubblicazione: 9 ottobre 2018                                                                              |                                                      |
| 10.0.17134.376                                       | KB4462933                                            | Pubblicazione: 24 ottobre 2018                                                                             |                                                      |
| 10.0.17134.407                                       | KB4467702                                            | Pubblicazione: 13 novembre 2018                                                                            |                                                      |
| 10.0.17134.441                                       | KB4467682                                            | Pubblicazione: 27 novembre 2018                                                                            |                                                      |
| 10.0.17134.471                                       | KB4471324                                            | Pubblicazione: 11 dicembre 2018                                                                            |                                                      |
| 10.0.17134.472                                       | KB4483234                                            | Pubblicazione: 19 dicembre 2018                                                                            |                                                      |
| 10.0.17134.523                                       | KB4480966                                            | Pubblicazione: 8 gennaio 2019                                                                              |                                                      |
| 10.0.17134.556                                       | KB4480976                                            | Pubblicazione: 15 gennaio 2019                                                                             |                                                      |
| 10.0.17134.590                                       | KB4487017                                            | Pubblicazione: 12 febbraio 2019                                                                            |                                                      |
| 10.0.17134.619                                       | KB4487029                                            | Pubblicazione: 19 febbraio 2019                                                                            |                                                      |
| 10.0.17134.648                                       | KB4489868                                            | Pubblicazione: 12 marzo 2019                                                                               |                                                      |
| 10.0.17134.677                                       | KB4489894                                            | Pubblicazione: 19 marzo 2019                                                                               |                                                      |

#### Versione 1809 (October 2018 Update)
Il Windows 10 October 2018 Update (conosciuto anche come versione 1809, nome in codice "Redstone 5") è il sesto aggiornamento principale di Windows 10 e il quinto di una serie di aggiornamenti con i nomi in codice Redstone. Porta il numero di build 10.0.17763. La prima anteprima è stata pubblicata a Insiders il 14 febbraio 2018. L'aggiornamento è stato reso disponibile ai consumatori pubblici il 2 ottobre 2018. Il 9 ottobre 2018, Microsoft ha pubblicato nuovamente l'aggiornamento ad Insiders, affermando che tutti i problemi noti nell'aggiornamento (incluso il bug di eliminazione dei file) sono stati identificati e risolti. Il 25 ottobre 2018, Microsoft ha confermato l'esistenza di un altro bug che sovrascrive i file senza alcuna conferma durante l'estrazione da un file ZIP. Il bug ZIP è stato corretto per Insiders il 30 ottobre 2018. Il rollout pubblico dell'aggiornamento riprende il 13 novembre 2018.
| Build in anteprima della versione di Windows 10 | Build in anteprima della versione di Windows 10                                                 | Build in anteprima della versione di Windows 10 |
| Versione                                        | Data di pubblicazione                                                                           | Novità |
| ----------------------------------------------- | ----------------------------------------------------------------------------------------------- | --- |
| 10.0.17604                                      | Passa alla prossima versione di Windows: 14 febbraio 2018                                       | - Miglioramenti alle autorizzazioni di input e app - Nuove funzionalità per Windows 10 Pro per workstation - Nuovo schema di potenza per prestazioni eccellenti - Miglioramenti a out-of-box experience per le applicazioni |
| 10.0.17618                                      | Passa alla prossima versione di Windows: 7 marzo 2018                                           | - Anteprima della nuova funzione Sets |
| 10.0.17623                                      | Passa alla prossima versione di Windows: 16 marzo 2018                                          | - Aggiunto supporto all'High Efficiency Image File Format (HEIF) - Nuova esperienza di rimozione sicura per GPU esterne - Nuovo layout delle impostazioni di privacy durante la configurazione - Miglioramenti a Windows Defender Application Guard |
| 10.0.17627                                      | Passa alla prossima versione di Windows: 21 marzo 2018                                          | |
| 10.0.17634                                      | Passa alla prossima versione di Windows: 29 marzo 2018                                          | - Nuova funzione di ricerca nell'app Calendario - Aggiunto supporto per le query vocali in Cortana Show Me |
| 10.0.17639                                      | Passa alla prossima versione di Windows: 4 aprile 2018                                          | - Miglioramenti ai Set - Percentuale della batteria Bluetooth nell'app Impostazioni - Miglioramenti alla calcolatrice di Windows |
| 10.0.17643                                      | Passa alla prossima versione di Windows: 12 aprile 2018                                         | - Supporto di Microsoft Office per i set - Miglioramenti ai set, Microsoft Edge, Sensore dei dati e Lente di ingrandimento |
| 10.0.17650                                      | Passa alla prossima versione di Windows: 19 aprile 2018                                         | - Fluent Design element in Windows Defender Security Center - Aggiunto supporto per Windows Subsystem for Linux in Windows Defender Firewall |
| 10.0.17655                                      | Passa alla prossima versione di Windows: 25 aprile 2018                                         | - Miglioramenti alla connettività Mobile Broadband su Windows |
| 10.0.17661                                      | Passa alla prossima versione di Windows e ramo veloce: 3 maggio 2018                            | - Nuova esperienza di snipping - Aggiunto elemento acrilico in Task View - Proprietà del dispositivo integrate nell'app Impostazioni - Aggiornato Microsoft Pinyin IME - Miglioramenti a Windows Security, assistenza per la messa a fuoco e supporto HEIC |
| 10.0.17666                                      | Passa alla prossima versione di Windows e ramo veloce: 9 maggio 2018                            | - Miglioramenti alle impostazioni e alle impostazioni dell'app - Nuova esperienza negli appunti - Aggiunto tema scuro per File Explorer - Aggiunto supporto per terminazioni di linea estese e ricerca Bing in Blocco note - Nuova funzionalità di anteprima di ricerca - Aggiunta la possibilità di nominare le cartelle tile in Start |
| 10.0.17672                                      | Passa alla prossima versione di Windows e ramo veloce: 16 maggio 2018                           | - Miglioramenti a Sicurezza di Windows |
| 10.0.17677                                      | Passa alla prossima versione di Windows e ramo veloce: 24 maggio 2018                           | - Miglioramenti a Microsoft Edge, Narrator e Task Manager - Aggiunto supporto per IPv6 a KDNET - Nuovo driver USB a banda larga mobile come opzione predefinita |
| 10.0.17682                                      | Passa alla prossima versione di Windows e ramo veloce: 31 maggio 2018                           | - Miglioramenti alla proiezione wireless, Microsoft Edge per gli sviluppatori Web e gestione RSAT - Nuova finestra di configurazione post-aggiornamento |
| 10.0.17686                                      | Passa alla prossima versione di Windows e ramo veloce: 6 giugno 2018                            | - Nuova funzionalità di notifica della privacy - Miglioramenti alle impostazioni di localizzazione e Windows Mixed Reality |
| 10.0.17692                                      | Passa alla prossima versione di Windows e ramo veloce: 14 giugno 2018 Ramo lento: 2 luglio 2018 | - Integrazione di SwiftKey nella tastiera touch - Aggiunto materiale acrilico in più elementi di sistema - Miglioramenti a Microsoft Edge, Facilità di accesso, Assistente vocale, Barra di gioco, Modalità gioco e Realtà mista Windows |
| 10.0.17704                                      | Passa alla prossima versione di Windows e ramo veloce: 27 giugno 2018                           | - Miglioramenti a Microsoft Edge, controlli di testo in arrivo, Protezione di Windows, Task Manager, Facilità di accesso, Assistente vocale, Contenitore Windows e Realtà mista Windows - Nuove funzionalità di Visualizzatore dati diagnostici - Nuova modalità di visualizzazione dei video - Aggiunta la possibilità di installare font per utenti non amministratori e visualizzare approfondimenti di digitazione - Nuova esperienza post-aggiornamento - Funzione di set rimossi per la manutenzione |
| 10.0.17711                                      | Passa alla prossima versione di Windows e ramo veloce: 6 luglio 2018                            | - Miglioramenti a Microsoft Edge e Registry Editor - Fluent Design elementi nel menu a comparsa - Nuova pagina Windows HD Color nell'app Impostazioni |
| 10.0.17713                                      | Ramo veloce: 11 luglio 2018 Ramo lento: 26 luglio 2018                                          | - Opzione rimossa per partecipare a Skip Ahead nell'app Impostazioni in conformità con un reset completo - Miglioramenti a Microsoft Edge, Notepad e Windows Defender Application Guard - Aggiunta la possibilità di utilizzare la biometria per l'autenticazione a una sessione desktop remota - Nuove funzionalità Accesso Web e Accesso rapido - Pannello di scrittura incorporato come metodo di immissione del testo predefinito con una penna nelle applicazioni moderne                             |
| 10.0.17723                                      | Ramo veloce: 25 luglio 2018                                                                     | - Nuova funzionalità di Mixed Reality Flashlight - Aggiunto il supporto per Emoji 11 - Aggiunti miglioramenti del supporto e della precisione del secondo intercalare (Precision Time Protocol, time-stamping del software) per il tempo di rete - Miglioramenti a Microsoft Edge, Kiosk Setup, esperienza di aggiornamento e barra di gioco |
| 10.0.17728                                      | Ramo veloce: 31 luglio 2018                                                                     | - Nuova app Telefono - Miglioramenti a Narratore |
| 10.0.17730                                      | Ramo veloce: 3 agosto 2018                                                                      | - L'app Telefono è ora disponibile - Miglioramenti relativi al supporto HTTP/2 e CUBIC - Esperienza di aggiornamento delle funzionalità di Insider all'interno con vendita al dettaglio - Rimossa la funzionalità di blocco dei comportamenti sospetti in Sicurezza di Windows |
| 10.0.17733                                      | Ramo veloce: 8 agosto 2018                                                                      | - Tema scuro finalizzato per File Explorer - Rimosse le ombre XAML per la manutenzione |
| 10.0.17735                                      | Ramo veloce: 10 agosto 2018                                                                     | |
| 10.0.17738                                      | Ramo veloce: 14 agosto 2018 Ramo lento: 23 agosto 2018                                          | |
| 10.0.17741                                      | Ramo veloce: 17 agosto 2018                                                                     | - L'app Telefono è ora bloccata sul desktop per un accesso più rapido - Aggiornato Emoji Panel per supportare ricerca e suggerimenti per Emoji 11 - Aumentata la dimensione dell'immagine per la cronologia degli appunti fino a 4 MB |
| 10.0.17744                                      | Ramo veloce: 21 agosto 2018 Ramo lento: 30 agosto 2018                                          | |
| 10.0.17746                                      | Ramo veloce: 24 agosto 2018                                                                     | |
| 10.0.17751                                      | Ramo veloce: 31 agosto 2018                                                                     | - Rimosso visualizzazioni delle prestazioni nella barra di gioco per la manutenzione |
| 10.0.17754                                      | Ramo veloce: 5 settembre 2018 Ramo lento: 11 settembre 2018                                     | - Miglioramenti per andare avanti in Microsoft Edge con Narrator Selection |
| 10.0.17755                                      | Ramo veloce: 7 settembre 2018                                                                   | - Aggiunto supporto per la visualizzazione, l'invio e la ricezione di messaggi SMS da smartphone Android (Nougat o più recente) nell'app del telefono |
| 10.0.17758                                      | Ramo veloce: 11 settembre 2018 Ramo lento: 14 settembre 2018                                    | - Miglioramenti al senso dell'archiviazione (liberano automaticamente spazio su disco rendendo disponibili solo online i file locali meno recenti e inutilizzati) |
| 10.0.17760                                      | Ramo veloce: 14 settembre 2018                                                                  | - Migliorata compatibilità per i giochi Tencent |
| 10.0.17763                                      | Ramo veloce: 18 settembre 2018 Ramo lento: 20 settembre 2018                                    | |

| Aggiornamenti cumulativi di Windows 10 versione 1809 | Aggiornamenti cumulativi di Windows 10 versione 1809 | Aggiornamenti cumulativi di Windows 10 versione 1809                                       | Aggiornamenti cumulativi di Windows 10 versione 1809 |
| Versione                                             | Knowledge base                                       | Data di pubblicazione                                                                      | Novità                                               |
| ---------------------------------------------------- | ---------------------------------------------------- | ------------------------------------------------------------------------------------------ | ---------------------------------------------------- |
| 10.0.17763.1 Version 1809                            |                                                      | Pubblicazione in anteprima e uscita pubblica: 2 ottobre 2018                               |                                                      |
| 10.0.17763.17                                        | KB4467228                                            | Ramo lento e pubblicazione in anteprima: 9 ottobre 2018                                    |                                                      |
| 10.0.17763.55                                        | KB4464330                                            | Ramo lento, pubblicazione in anteprima e uscita pubblica: 9 ottobre 2018                   |                                                      |
| 10.0.17763.104                                       | KB4464455                                            | Ramo lento e pubblicazione in anteprima: 16 ottobre 2018                                   |                                                      |
| 10.0.17763.107                                       | KB4464455                                            | Ramo lento e pubblicazione in anteprima: 30 ottobre 2018 Uscita pubblica: 13 novembre 2018 |                                                      |
| 10.0.17763.134                                       | KB4467708                                            | Ramo lento, pubblicazione in anteprima e uscita pubblica: 13 novembre 2018                 |                                                      |
| 10.0.17763.165                                       | KB4469342                                            | Pubblicazione in anteprima: 16 novembre 2018                                               |                                                      |
| 10.0.17763.167                                       | KB4469342                                            | Pubblicazione in anteprima: 27 novembre 2018                                               |                                                      |
| 10.0.17763.168                                       | KB4469342                                            | Ramo lento e rilas io in anteprima: 3 dicembre 2018 Uscita pubblica: 5 dicembre 2018       |                                                      |
| 10.0.17763.194                                       | KB4471332                                            | Ramo lento, pubblicazione in anteprima e uscita pubblica: 11 dicembre 2018                 |                                                      |
| 10.0.17763.195                                       | KB4483235                                            | Ramo lento, pubblicazione in anteprima e uscita pubblica: 19 dicembre 2018                 |                                                      |
| 10.0.17763.253                                       | KB4480116                                            | Ramo lento, pubblicazione in anteprima e uscita pubblica: 8 gennaio 2019                   |                                                      |
| 10.0.17763.288                                       | KB4476976                                            | Pubblicazione in anteprima: 11 gennaio 2019                                                |                                                      |
| 10.0.17763.292                                       | KB4476976                                            | Pubblicazione in anteprima: 18 gennaio 2019 Ramo lento e uscita pubblica: 22 gennaio 2019  |                                                      |
| 10.0.17763.316                                       | KB4487044                                            | Ramo lento, pubblicazione in anteprima e uscita pubblica: 12 febbraio 2019                 |                                                      |
| 10.0.17763.348                                       | KB4482887                                            | Pubblicazione in anteprima e uscita pubblica: 1º marzo 2019                                |                                                      |
| 10.0.17763.349                                       | KB4492978                                            | Pubblicazione in anteprima: 7 marzo 2019                                                   |                                                      |
| 10.0.17763.379                                       | KB4489899                                            | Pubblicazione in anteprima e uscita pubblica: 12 marzo 2019                                |                                                      |
| 10.0.17763.402                                       | KB4490481                                            | Pubblicazione in anteprima: 21 marzo 2019                                                  |                                                      |
| 10.0.17763.404                                       | KB4490481                                            | Pubblicazione in anteprima: 1º aprile 2019 Uscita pubblica: 2 aprile 2019                  |                                                      |

#### Versione 1903/19H1 (May 2019 Update)
Il Windows 10 19H1 (May 2019 Update) , conosciuto anche come versione 1903, è il settimo aggiornamento principale di Windows 10 e il primo ad usare un nome in codice più descrittivo (incluso l'anno e l'ordine pubblicato) invece del "Redstone" o il nome in codice "Threshold". La prima anteprima è stata pubblicata agli insiders che hanno aderito all'esclusivo anello Skip Ahead il 25 luglio 2018.
| Build in anteprima della versione 1903/19H1 di Windows 10 | Build in anteprima della versione 1903/19H1 di Windows 10                    | Build in anteprima della versione 1903/19H1 di Windows 10 |
| Versione                                                  | Data di pubblicazione                                                        | Novità |
| --------------------------------------------------------- | ---------------------------------------------------------------------------- | --- |
| 10.0.18204                                                | Passa alla prossima versione di Windows: 25 luglio 2018                      | - Nuova funzionalità di Mixed Reality Flashlight - Aggiunto il supporto per Emoji 11 - Aggiunti miglioramenti del supporto e della precisione del secondo intercalare (Precision Time Protocol, time-stamping del software) per il tempo di rete - Miglioramenti a Microsoft Edge, Kiosk Setup, esperienza di aggiornamento e barra di gioco |
| 10.0.18214                                                | Passa alla prossima versione di Windows: 10 agosto 2018                      | - Nuova app del telefono - Miglioramenti relativi al supporto HTTP/2 e CUBIC |
| 10.0.18219                                                | Passa alla prossima versione di Windows: 16 agosto 2018                      | - Miglioramenti a Narratore |
| 10.0.18234                                                | Passa alla prossima versione di Windows: 6 settembre 2018                    | - Aggiunto supporto ink per Microsoft To-Do - Aggiornato Sticky Notes alla versione 3.0 - Nuova funzione di delay delay per Snip & Sketch (in precedenza Screen sketch) - Tema scuro finalizzato per File Explorer - Aggiornato Emoji Panel per supportare ricerca e suggerimenti per Emoji 11 - L'app Telefono è ora bloccata sul desktop per un accesso più rapido - Aumentata la dimensione dell'immagine per la cronologia degli appunti fino a 4 MB - Rimosse le ombre XAML e le visualizzazioni delle prestazioni nella barra di gioco per la manutenzione |
| 10.0.18237                                                | Passa alla prossima versione di Windows: 12 settembre 2018                   | - Aggiunto elemento acrilico allo sfondo dello schermo di accesso a Windows - Rebrand di Microsoft Apps su Android come app per telefono Companion - Nuovi criteri di gruppo per impedire l'uso di domande di sicurezza sugli account locali |
| 10.0.18242                                                | Passa alla prossima versione di Windows: 18 settembre 2018                   | |
| 10.0.18247                                                | Passa alla prossima versione di Windows: 26 settembre 2018                   | |
| 10.0.18252                                                | Ramo veloce: 3 ottobre 2018                                                  | - Aggiunte impostazioni IP Ethernet avanzate nell'app Impostazioni - Nuova icona per Internet disconnessa - Nuovo carattere di Windows Ebrima con supporto ai sistemi di scrittura Adlam, N'Ko, Osmanya, Tifinagh e Vai - Nuova icona del microfono nella barra delle applicazioni che appare quando il microfono è in uso - Miglioramenti all'Editor del Registro di sistema per l'espansione del menu a discesa del completamento automatico premendo F4 per spostare il punto di inserimento in coda alla fine della barra degli indirizzi - Aggiunta la possibilità di mostrare il nome dell'adattatore Ethernet corrispondente nella barra laterale - Introdotte pagine extra nel pannello Emoji in più lingue |
| 10.0.18262                                                | Ramo veloce: 17 ottobre 2018                                                 | - Nuova colonna Awareness DPI in Task Manager - Aggiunta la possibilità di disinstallare le app in arrivo di Windows 10 preinstallate - Miglioramenti alla risoluzione dei problemi e Narratore |
| 10.0.18267                                                | Ramo veloce: 24 ottobre 2018                                                 | - Miglioramenti all'input e all'accessibilità - Nuova modalità avanzata per l'indicizzazione della ricerca |
| 10.0.18272                                                | Ramo veloce: 31 ottobre 2018                                                 | - Miglioramenti all'input e all'accessibilità - Opzioni di accesso riprogettate per Windows Hello nell'app Impostazioni - Miglioramenti delle prestazioni alle mitigazioni di Spectre |
| 10.0.18277                                                | Ramo veloce: 7 novembre 2018                                                 | - Nuove opzioni nell'app Impostazioni - Opzione Focus Assist - Opzione "Correzione del ridimensionamento" per applicazioni desktop ad alta DPI (abilitate per impostazione predefinita) - Miglioramenti al Centro operativo - Aggiunto il supporto per Emoji 12 - New Application Guard per Microsoft Edge che consente di gestire l'accesso alla videocamera e al microfono in Windows Security - IME giapponese riprogettato |
| 10.0.18282                                                | Ramo veloce: 14 novembre 2018                                                | - Nuovo tema luminoso e sfondo predefinito - Nuova modalità di snipe della finestra per Snip & Sketch - Miglioramenti alla moderna esperienza di stampa e Narratore - Aggiornamento di Windows aggiornato - Comportamento della luminosità del display ottimizzato quando si passa da un caricabatterie a una batteria - Aggiunto il tema scuro al flyout OneDrive |
| 10.0.18290                                                | Ramo veloce: 28 novembre 2018                                                | - Fluenti elementi di design nei menu di alimentazione e utente nelle liste di salto Start e sulla barra delle applicazioni - Nuova opzione di sincronizzazione dell'orologio manuale nell'app Impostazioni - Nuova icona del microfono nella barra delle applicazioni con un nuovo meccanismo di richiamo - Miglioramenti alle esperienze di ricerca e Cortana - Nuove notifiche di Windows Update - Aggiunto il supporto LEDBAT nei caricamenti su Ottimizzazione della pubblicazione peer sulla stessa LAN - Rimosso l'IME giapponese riprogettato per la manutenzione |
| 10.0.18298                                                | Ramo veloce: 10 dicembre 2018                                                | - Nuova impostazione della chiave di sicurezza nelle opzioni di accesso nell'app Impostazioni - Miglioramenti a File Explorer - Nuova icona Esplora file - Aggiornato l'ordinamento predefinito per la cartella Download - Miglioramenti al blocco note - Aggiunto supporto per la codifica UTF-8 senza BOM - Nuovo indicatore modificato - Nuova opzione Invia commenti - Aggiunto il supporto di scorciatoie aggiuntive - Aggiunto supporto per l'apertura o il salvataggio di file con un percorso più lungo di 260 caratteri - Nuova scheda Terminale nella pagina delle proprietà di qualsiasi finestra della console - Miglioramenti al menu Start, tastiera touch, Assistente vocale, Accesso facilitato e esperienza con l'installazione di Windows 10 - Nuovo indicatore di Windows Update sul pulsante di accensione nel menu Start |
| 10.0.18305                                                | Ramo veloce: 19 dicembre 2018                                                | - Layout di avvio predefinito semplificato - Nuova funzionalità Sandbox di Windows - Miglioramenti alla sicurezza di Windows - Esperienza cronologica di protezione rinnovata - Nuova funzione di protezione antimanomissione - Aggiunti simboli e kaomoji nel pannello dello emoji Interfaccia utente della cronologia degli appunti aggiornata - Aggiunto supporto per l'impostazione e l'accesso a Windows senza password tramite gli account dei numeri di telefono Microsoft - Esperienza di ripristino semplificata di Windows Hello PIN - Funzione di risoluzione dei problemi raccomandata finalizzata nell'app Impostazioni - Nuova funzione di riavvio automatico e accesso (ARSO) per determinati dispositivi Cloud Domain Joined - Aggiunto supporto per l'impostazione della scheda predefinita in Task Manager - Homepage delle impostazioni aggiornate - Nuovo formato di date amichevoli in File Explorer - Ha reintrodotto gli elementi ombra di Fluent Design e l'IME giapponese riprogettato - Nuova app di Office - Elenchi di To-Do integrati in Cortana, Microsoft To-Do e Outlook |
| 10.0.18309                                                | Ramo veloce: 3 gennaio 2019                                                  | - Miglioramenti a Narratore e facilità di accesso |
| 10.0.18312                                                | Ramo veloce: 9 gennaio 2019                                                  | - Nuovo meccanismo di archiviazione riservato di Windows - Limite di assegnazione dello slot aumentato per l'archiviazione locale in fibra per processo - Aggiornato Ripristina questa interfaccia utente del PC - Miglioramenti a Windows Subsystem for Linux Command Line Tool |
| 10.0.18317                                                | Ramo veloce: 16 gennaio 2019                                                 | - Cortana disaccoppiato e ricerca nella barra delle applicazioni - Miglioramenti dell'affidabilità all'avvio - Nuovo metodo di trascinamento della selezione per i file dei font nell'app Impostazioni - Impostazioni di Windows Insider semplificate - Miglioramenti alla console di Windows |
| 10.0.18323                                                | Ramo veloce: 24 gennaio 2019                                                 | - Migliorato il supporto del formato immagine raw - Miglioramenti al tema della luce - Rimosso l'IME giapponese riprogettato per la manutenzione |
| 10.0.18329                                                | Ramo veloce: 1º febbraio 2019                                                | - Nuove funzionalità per le app migliori in Cerca - Aggiunto il supporto per le app Win32 in Windows Mixed Reality - Aggiunto supporto per Adlam e Osage |
| 10.0.18334                                                | Ramo veloce: 8 febbraio 2019                                                 | - Miglioramenti a Narratore |
| 10.0.18342                                                | Ramo veloce: 20 febbraio 2019 Ramo lento: 27 febbraio 2019                   | - Miglioramenti relativi all'esperienza di gioco - Aggiunto supporto per l'accesso diretto ai file del sottosistema Linux in una distro WSL tramite File Explorer - Miglioramenti alla capacità della riga di comando WSL (wsl.exe) - Miglioramenti a Sandbox di Windows |
| 10.0.18343                                                | Ramo veloce: 22 febbraio 2019                                                | |
| 10.0.18346                                                | Ramo veloce: 26 febbraio 2019                                                | |
| 10.0.18348                                                | Ramo veloce: 1º marzo 2019                                                   | - Aggiunto supporto completo per le Emoji 12 |
| 10.0.18351                                                | Ramo veloce: 5 marzo 2019 Ramo lento: 11 marzo 2019                          | |
| 10.0.18353                                                | Ramo veloce: 8 marzo 2019                                                    | |
| 10.0.18356                                                | Ramo veloce: 12 marzo 2019 Ramo lento: 15 marzo 2019                         | |
| 10.0.18358                                                | Ramo veloce: 15 marzo 2019                                                   | |
| 10.0.18361                                                | Ramo veloce: 19 marzo 2019                                                   | - Miglioramenti alla modalità gioco |
| 10.0.18362                                                | Ramo veloce: 20 marzo 2019 Ramo lento: 22 marzo 2019                         | |
| 10.0.18362.30                                             | Ramo lento e veloce: 4 aprile 2019 Pubblicazione in anteprima: 8 aprile 2019 | |
| 10.0.18362.53                                             | Ramo veloce, lento e pubblicazione in anteprima: 9 aprile 2019               | |

#### Versione 1909/19H2 (November 2019 Update)
Windows 10 19H2 (November 2019 Update), conosciuto anche come versione 1909, è l'ottavo aggiornamento principale per Windows 10 e il secondo per utilizzare un nome in codice più descrittivo. Nessuna build di questa versione è stata pubblicata agli insider poiché Microsoft ha bisogno di un lead time più lungo per lo sviluppo di un'ulteriore release di funzionalità, che ha nome in codice Vibranium (Windows 10 20H1). Microsoft ha dichiarato che le build dal 19H2 verranno pubblicate più avanti nella primavera del 2019, quando la versione 1903 sarà pronta.

#### Versione 2004/20H1 (May 2020 Update)
Windows 10 20H1 (May 2020 Update) , conosciuto anche come versione 2004 (nome in codice Vibranium) è il nono aggiornamento principale per Windows 10 e il terzo per utilizzare un nome in codice più descrittivo. La prima anteprima è stata pubblicata agli insiders che hanno aderito all'esclusivo ramo "Passa alla prossima versione di Windows" (Skip Ahead) il 14 febbraio 2019.
| Build in anteprima di Windows 10 20H1 | Build in anteprima di Windows 10 20H1                     | Build in anteprima di Windows 10 20H1 |
| Versione                              | Data di pubblicazione                                     | Novità |
| ------------------------------------- | --------------------------------------------------------- | --- |
| 10.0.18836                            | Passa alla prossima versione di Windows: 14 febbraio 2019 | - Aggiunto supporto per l'accesso diretto ai file del sottosistema Linux in una distro WSL tramite File Explorer - Miglioramenti alla funzionalità della riga di comando WSL (wsl.exe) |
| 10.0.18841                            | Passa alla prossima versione di Windows: 22 febbraio 2019 | - Miglioramenti a Windows Sandbox |
| 10.0.18845                            | Passa alla prossima versione di Windows: 28 febbraio 2019 | - Aggiunto supporto completo per Emoji 12 |
| 10.0.18850                            | Passa alla prossima versione di Windows: 6 marzo 2019     | |
| 10.0.18855                            | Passa alla prossima versione di Windows: 13 marzo 2019    | |
| 10.0.18860                            | Passa alla prossima versione di Windows: 20 marzo 2019    | - Introdotta SwiftKey in più lingue |
| 10.0.18865                            | Passa alla prossima versione di Windows: 27 marzo 2019    | - Miglioramenti a Narratore |

#### Versione 20H2 (October 2020 Update)
Windows 10 20H2 (October 2020 Update), conosciuto anche come versione 2009 (nome in codice Manganese) è il decimo aggiornamento principale per Windows 10 e il quarto per utilizzare un nome in codice più descrittivo.

#### Versione 21H1 (May 2021 Update)
Windows 10 21H1 (May 2021 Update), conosciuto anche come versione 2104 (nome in codice Iron), è l'undicesimo aggiornamento principale per Windows 10 e il quinto per utilizzare un nome in codice più descrittivo. Rilasciato il 18 maggio 2021, viene definito un aggiornamento minore, poiché presenta pochi cambiamenti.

#### Versione 21H2 (November 2021 Update)
Windows 10 21H2 (November 2021 Update), nome in codice Cobalt, è il dodicesimo aggiornamento principale per Windows 10 e il sesto per utilizzare un nome in codice più descrittivo. Rilasciato il 16 novembre 2021, presenta poche novità: introduce il supporto al WPA-3 e Wi-Fi 6E, modifiche alla UWP VPN API.